# Büren (Westfalen)
Büren ist eine Mittelstadt in Ostwestfalen-Lippe im Süden des Kreises Paderborn. Die Stadt war bis 1974 die Kreisstadt des Kreises Büren. Sie hat auf ihrem Gebiet mit dem Paderborn/Lippstadt Airport einen internationalen Flughafen.

## Geographie

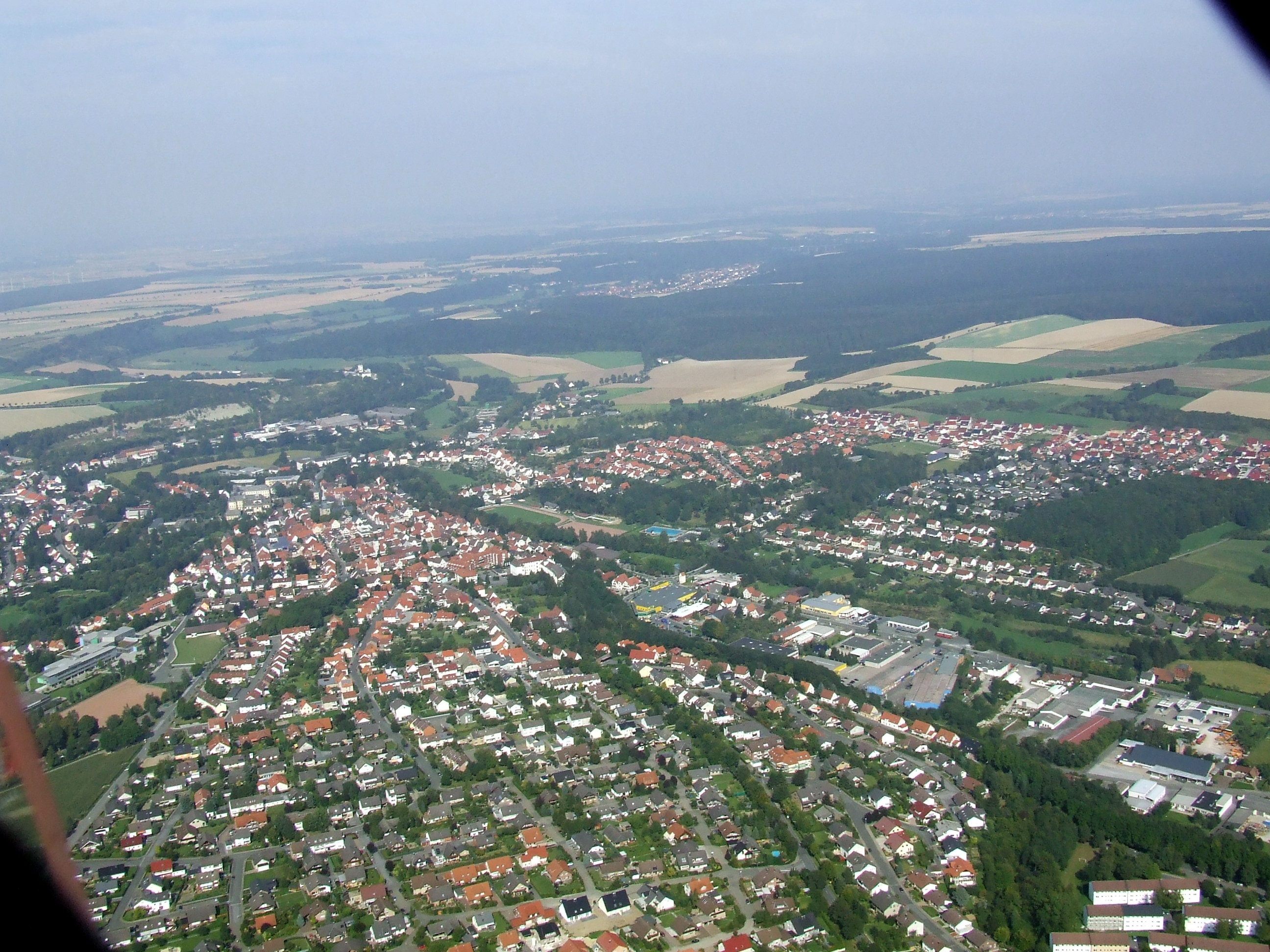
Südansicht von Büren

### Lage
Büren liegt im äußersten Südwesten der Region Ostwestfalen-Lippe nördlich des Sauerlands, am Südwestrand der Paderborner Hochfläche und westlich des Sintfelds im Herzen des Bürener Landes. In der Stadt mündet die Afte in die Alme. Das Stadtgebiet umfasst Höhenlagen von 190 bis 360 Meter über Normalnull. 
Die Stadt gehört zum Erholungsgebiet Bad Wünnenberg/Büren. Große Bereiche des südlichen Stadtgebiets gehören seit 2023 zum Vogelschutzgebiet Diemel- und Hoppecketal mit angrenzenden Wäldern.

### Geologie

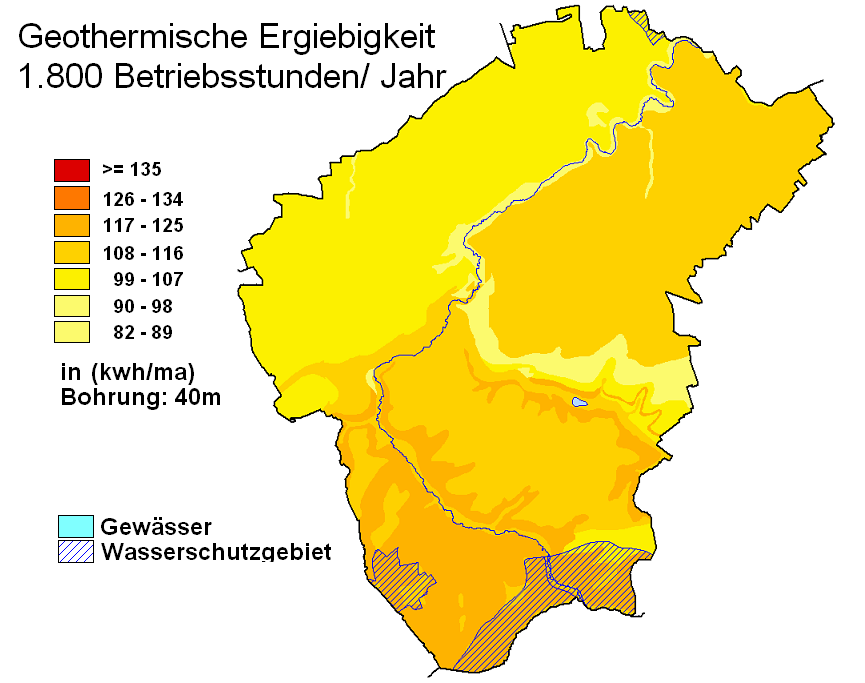
Geothermische Karte von Büren

Der Untergrund der Stadt baut sich aus Festgesteinen des Erdmittelalters und des Erdaltertums auf. Verbreitet finden sich Sandsteine, darunter zum Beispiel der Rüthener Sandstein aus der Unterkreide, sowie Kalk- (darunter der Anröchter Stein) und Mergelsteine aus der Oberkreide. Aus den Mergelsteinen der Oberkreide ist die Paderborner Hochfläche aufgebaut, sie zeichnet sich durch unterschiedliche Gesteinshärten und damit einhergehend das flache Einfallen der Schichten aus, wodurch sich eine Schichtstufenlandschaft gebildet hat. Die Landschaft ist gekennzeichnet von Erdfällen und Trockentälern. Ältere Gesteine, dunkle Ton-, Schluff- und Sandsteine aus der Zeit des Oberkarbons, finden sich an den Talhängen der Alme, Nette und Afte. Sie treten dort unter den kreidezeitlichen Schichten an die Oberfläche. Da diese Gesteine zum Ende des Erdaltertums einer Gebirgsbildung unterlagen, sind sie gefaltet. Findlinge und abgelagerter Löss als Ablagerungen des Eiszeitalters sind nur in kleinen Bereichen vorhanden. Besonders hervorzuheben sind die erdgeschichtlich jungen Kalksinterbildungen an den Quellen der Bäche.
Die Gesteine der Oberkreide sind verkarstungsfähig und gute Grundwasserleiter. Sie liegen auf dem nur gering durchlässigen Sockel aus Gesteinen des Oberkarbons. Das versickernde Oberflächenwasser fließt in Klüften und Karstgewässern und tritt in Salzkotten-Upsprunge und Geseke wieder zu Tage. Da im Almetal oberhalb von Weine und nahe der Afte die Grenzfläche zwischen den Karbon- und Kreide-Gesteinen unterschnitten wird, tritt an den Hängen eine Vielzahl von Quellen aus, die früher zur Trinkwasserversorgung genutzt wurden. Da, bedingt durch die Verkarstung, das Oberflächenwässer vom Erdreich aber nur geringfügig gefiltert wird, ergeben sich insbesondere Probleme mit der durch Landwirtschaft verursachten Nitratbelastung. Das Trinkwasser der Stadt wird daher seit 1983 zu rund zwei Drittel der Aabach-Talsperre entnommen.
Die oben genannten Sandsteine Anröchte Stein und Rüthener Sandstein wie auch Kalk-, Mergelkalk- und Kalkmergelsteinvorkommen wurden früher als Baustein, Schüttmaterial und zur Kalk- oder Zementherstellung genutzt. Ein Abbau findet inzwischen jedoch nicht mehr statt.
Auf der Paderborner Hochfläche entwickelten sich Braunerden aus eiszeitlichem, zum Teil umgelagertem Löss. Als flachgründige Braunerden sind sie im Verbund mit sehr steinigen, oft noch kalkhaltigen, Rendzinen von 10–30 cm Durchmesser im nördlichen Stadtgebiet entlang der A 44 und im südlichen Stadtgebiet verbreitet.
Die Rendzinen bilden auf Kuppen und Sätteln östlich und westlich Büren eine Schichtstufe aus hartem Kalkstein. Sie sind stark austrocknungsgefährdet, steinig und nur schwer bearbeitbar. Gleye und Pseudogleye sind südlich von Steinhausen und östlich von Büren verbreitet. Die Ausläufer des Sauerlandes zwischen Siddinghausen und Ringelsteiner Wald sind von mittel- bis tiefgründigen, schluffigen Braunerden geprägt. Sie sind grusig bis stark steinig und bestehen aus Hang- und Hochflächenlehm, der auf Silikatgestein des Oberkarbons gründet. Die Flusstäler von Alme und Afte sind von Auenböden bedeckt. In kleinen Seitentälern haben sich zum Teil Niedermoore mit hohem Grundwasserstand entwickelt.
Büren eignet sich gut zur Nutzung von geothermischen Wärmequellen mit Erdwärmesonden und Wärmegewinnung durch Wärmepumpenheizungen (vgl. dazu die nebenstehende Karte).

### Ausdehnung und Nutzung des Stadtgebiets
Die als „Kleinstadt“ klassifizierte Stadt bedeckt eine Fläche von 170,99 km². Den größten Flächenanteil nehmen Wald- und Landwirtschaftsfläche mit zusammen ca. 87,2 % ein, Siedlungs- und Verkehrsfläche bedecken weitere rund 12,8 %.
Die größte Ausdehnung in Nordsüdrichtung ist ca. 18,8 km, in Ostwestrichtung ca. 17,1 km.
| Fläche nach Nutzungsart | Landwirt- schaftsfläche | Wald- fläche | Gebäude-, Frei- und Betriebsfläche | Verkehrs- fläche | Wasser- fläche | Sport- und Grünfläche | sonstige Nutzung |
| ----------------------- | ----------------------- | ------------ | ---------------------------------- | ---------------- | -------------- | --------------------- | ---------------- |
| Fläche in km²           | 84,32                   | 65,43        | 9,08                               | 10,05            | 0,68           | 1,30                  | 0,05             |
| Anteil an Gesamtfläche  | 49,34 %                 | 38,28 %      | 5,31 %                             | 5,88 %           | 0,40 %         | 0,76 %                | 0,03 %           |

### Nachbarstädte
Im Norden beginnend grenzen an Büren im Uhrzeigersinn die Städte Salzkotten und Bad Wünnenberg des Kreises Paderborn und dann im Regierungsbezirk Arnsberg die Städte Brilon im Hochsauerlandkreis sowie Rüthen und Geseke im Kreis Soest.

### Stadtgliederung
Nach § 3 Abs. 1 ihrer Hauptsatzung gliedert sich die Stadt Büren in zwölf Ortschaften: Die Altstadt Büren und elf bis 1975 eigenständige Gemeinden des Amtes Büren:
| Ortschaft                       | Einwohner | Fläche    | Ortsvorsteher(in)          |  |
| Ahden                           | 0998      | 9,78 km²  | Murat Turgut (CDU)         |  |
| Barkhausen                      | 0128      | 6,15 km²  | Johannes Wördehoff (CDU)   |  |
| Brenken                         | 2239      | 27,41 km² | Matthias Kaup (CDU)        |  |
| Büren                           | 8609      | 26,43 km² | Wigbert Löper (CDU)        |  |
| Eickhoff                        | 0090      | 4,09 km²  | Josef Püster (CDU)         |  |
| Harth                           | 0823      | 18,28 km² | Matthias Schael (CDU)      |  |
| Hegensdorf                      | 0941      | 15,26 km² | Dirk Herbst (CDU)          |  |
| Siddinghausen (mit Ringelstein) | 0946      | 10,36 km² | Daniel Robbert (CDU)       |  |
| Steinhausen                     | 3523      | 14,45 km² | Franz-Josef Borghoff (SPD) |  |
| Weiberg                         | 0655      | 5,30 km²  | Nils Trilling (CDU)        |  |
| Weine                           | 0567      | 6,88 km²  | Norbert Steven (CDU)       |  |
| Wewelsburg                      | 2190      | 26,48 km² | Pascal Genee (CDU)         |  |

## Geschichte

### Mittelalter

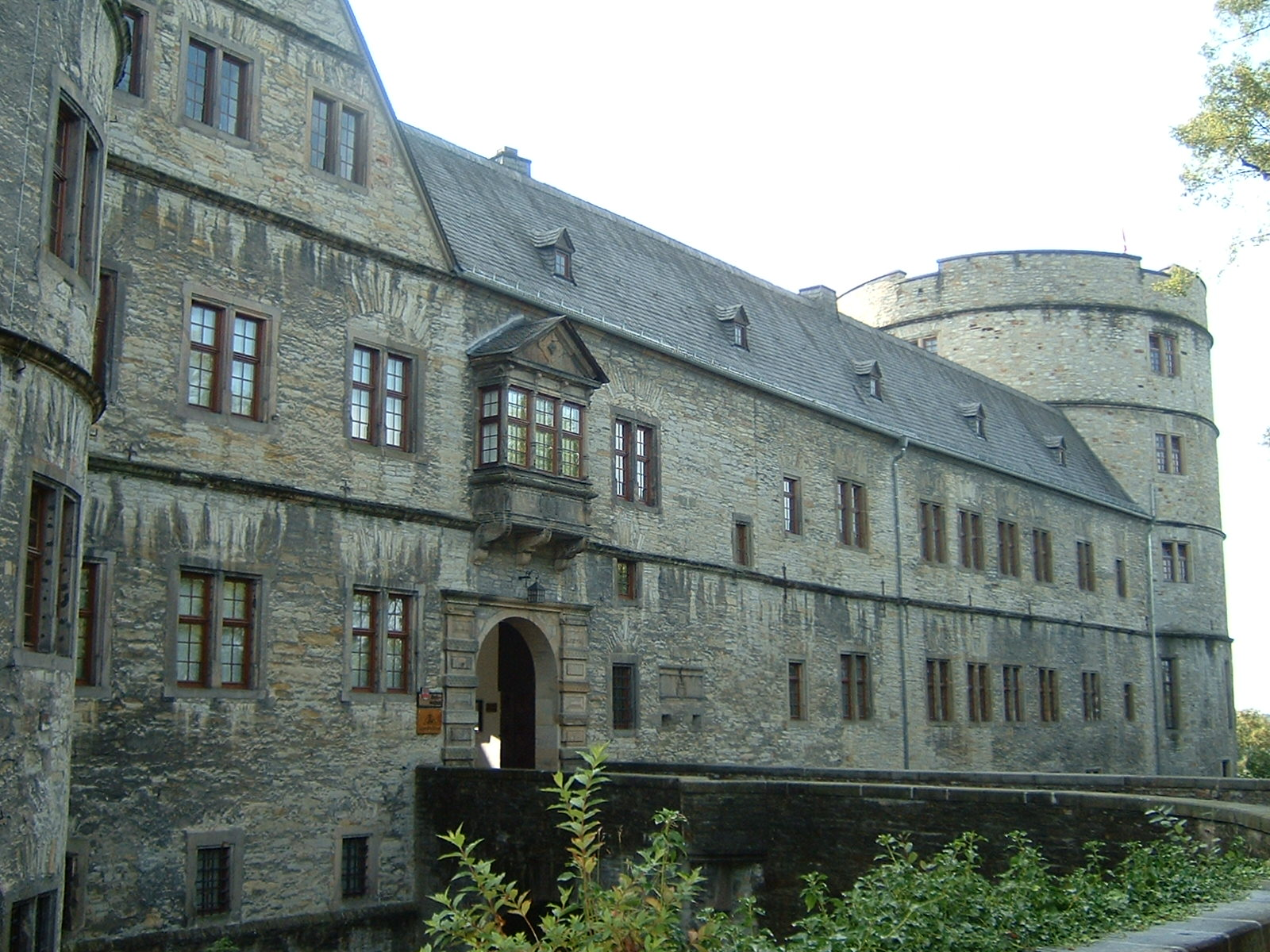
Die Wewelsburg im gleichnamigen Ortsteil

Vor 1195, als die Stadt gegründet wurde, war Büren schon 300 Jahre eine Bauernsiedlung.
Büren (Buranon) wurde 1095 erstmals erwähnt. Die Edelherren von Büren beantragten die Stadtgründung. Das Dorf lag auf dem linken Almeufer (heute: Menkenberg/Bühl) und war recht unbedeutend. Eine dem Heiligen Gangolf geweihte Kirche dürfte in der zweiten Hälfte des 9. Jahrhunderts entstanden sein. An die Kirche und das untergegangene Dorf erinnert ein Kreuz am Menkenberg.
Um 1150 wurde durch die Edelherren von Büren eine Burganlage am Zusammenfluss von Alme und Afte errichtet. Sie stammten aus dem Raum nördlich von Winterberg und Medebach (aus Deifeld) und kamen im Gefolge der neuen Hochvögte des Bistums Paderborn, der Grafen von Schwalenberg, als Lehnsherren der so genannten Grafschaft Wewelsburg.
Die Gründung der Stadt Büren wurde durch einen Vertrag zwischen dem Bischof von Paderborn und den Edelherren von Büren 1195 beschlossen. Der Bischof gab seine Zustimmung zur Stadtanlage und beteiligte sich an den Befestigungskosten. Ferner erteilte er das Münz- und Zollrecht sowie verschiedene Zehnte. Er ließ sich dafür die Stadt als Lehen auftragen und das Öffnungsrecht verbriefen. Auf der Südseite der Burg entstanden ca. dreißig Hausplätze.
Zwischen 1195 und 1220 fand eine erste Erweiterung der Stadt Büren statt. Der aufsteigende Rücken zwischen Alme und Afte wurde durch drei in Nord-Süd-Richtung ziehende Parallelstraßen erschlossen (heute Rosen-, Burg- und Königsstraße), die durch Querstraßen verbunden werden. Zwei der dadurch entstandenen großen Gevierte reservierte man für die Kirche St. Nikolaus mit Kirchhof und den Markt mit dem Rathaus. Aus topographischen Gründen erweiterte man westlich und östlich der drei Straßen das Stadtareal bis an die Geländekante der Flusstäler von Alme und Afte und umgab die Anlage nach und nach mit einer Mauer, die durch neun Türme verstärkt war. Die Stadt Büren erhielt 1238 eine Verfassung auf der Grundlage des Lippstädter Stadtrechtes. Ein städtischer Richter war ebenfalls vor Ort.
1243 stifteten die Edelherren von Büren das Zisterzienserinnenkloster Holthausen, in welchem heute die Familie von Fürstenberg wohnt und in dem die Edelherren von Büren begraben sind.
Eine Urkunde des Paderborner Bischofs sprach 1252 von zwei Bürener Neustädten. Diese zweite Stadterweiterung könnte sich über die Fläche südlich der oberen Pforte beiderseits des Weges nach Siddinghausen (heute: zwischen Bruchstraße und Schanze) erstreckt haben. Auch eine Stadtmauer wurde zu dieser Zeit errichtet. Ein überliefertes Schuldbuch von 1286 der livländischen Hansestadt Riga lässt darauf schließen, dass sich Büren bis zirka 1336 rege am hansischen Handel beteiligte. Nach Aussöhnung der Bürener Bürgerschaft mit Bischof Simon III. zu Lippe durch Vermittlung Berndts von Büren wurde 1490 die St.-Sebastian-Bruderschaft gegründet.

### Neuzeit

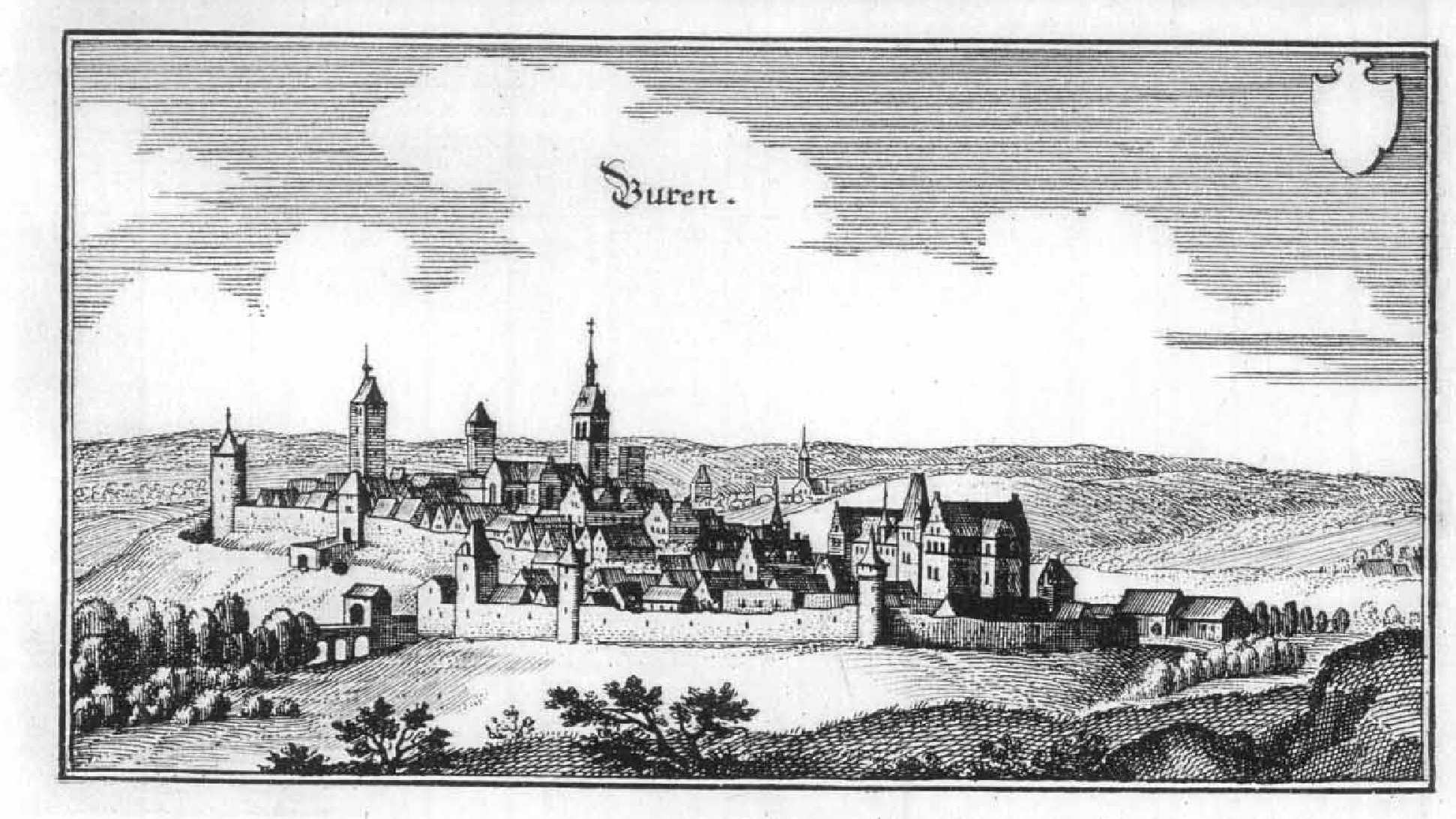
Büren im 17. Jahrhundert

Im Jahre 1588 wurde die erste Bürener Wasserleitung in Betrieb genommen. 1661 starb der letzte Bürener Edelherr Moritz von Büren und setzte den Jesuitenorden als Erben über die Herrschaft Büren ein. Die Bürener Burgen an der niederen Pforte (Burgstraße) wurden von 1717 bis 1728 abgerissen. Während der Franzosenzeit war die Stadt Sitz des Kantons Büren im Departement der Fulda des Königreichs Westphalen.
Am 18. Oktober 1816 wurde der Kreis Büren durch Verordnung der Königlichen Regierung in Minden gebildet. Ein zweiter Schützenverein, der Bürgerschützenverein, wurde 1828 in Büren gegründet. Die beiden Gemeinden Oberntudorf und Niederntudorf kamen 1832 vom Kreis Paderborn zum Kreis Büren. Seitdem gehören sie zum Bürener Land. Die Stadt Büren erhielt 1895 die Westfälische Städteordnung und schied damit aus dem Amt Büren aus. Im gleichen Jahr wurde die Eisenbahnstrecke von Paderborn durch das Almetal nach Büren fertiggestellt, 1900 die Almetalbahn bis Brilon verlängert. 1898 entstand die Bahnstrecke Geseke–Büren über Steinhausen. Büren bekam 1908 ein eigenes Stromnetz.
Im Zuge der Novemberpogrome 1938 wurde die Bürener Synagoge zerstört, an dieser Stelle ist heute ein Parkplatz. Seit 1988 erinnert dort ein Mahnmal an die ehemalige jüdische Gemeinde. Der Ortsteil Wewelsburg war Standort des KZ Niederhagen, als Heinrich Himmler ab 1940 die Wewelsburg zum nationalsozialistischen Kultzentrum umbauen ließ. Adolf von Oeynhausen, der Himmler 1933 auf die Burg aufmerksam gemacht hatte, wurde zum Ehrenbürger der Stadt ernannt. Diese Ehrenbürgerschaft endete mit dem Tod von Adolf von Oeynhausen. 1945 wurden vor Kriegsende große Teile der Anlage gesprengt. Die Amerikaner befreiten Stadt und Kreis Büren 1945 vom Nationalsozialismus. Zuvor waren von den Bewohnern der Stadt ca. 80 SS-Angehörige ausgewiesen worden, um Büren vor der Zerstörung zu bewahren.
1946 gründeten die Schwestern Unserer Lieben Frau das Liebfrauengymnasium als zweites Bürener Gymnasium. Der Bürener Flughafen Paderborn/Lippstadt wurde 1971 durch den Kreis Büren in Ahden Betrieb genommen. Durch die kommunale Neugliederung wurde der Kreis Büren 1975 aufgelöst und den Nachbarkreisen zugeschlagen. 1980 wurde auf der Almetalbahn Paderborn-Büren-Brilon der Personenverkehr eingestellt und 1984 die Strecke endgültig stillgelegt. Die JVA Büren nahm 1994 den Betrieb auf.

### Religion
Aufgrund seiner Zugehörigkeit zum ehemaligen Hochstift Paderborn ist die Bevölkerung in Büren traditionell mehrheitlich katholisch. Ein Indiz für die Verteilung der Konfessionen ist die Zugehörigkeit der Schüler. Im Schuljahr 2006/2007 gaben 16,8 % der Schüler in Büren evangelisch, 72,9 % katholisch und 0,8 % islamisch als Religionszugehörigkeit an. 4,9 % gaben eine andere Religionszugehörigkeit und 4,6 % keine Konfession an. Neben den katholischen Pfarrgemeinden gibt es zwei evangelische Kirchengemeinden, davon eine in Büren und eine in Wewelsburg. Aber auch Gemeinden der Neuapostolischen Kirche, der Baptisten, der Zeugen Jehovas und der Freikirchlichen Gemeinde sind in Büren vertreten. Auch das Apostelamt Jesu Christi hat eine Gemeinde vor Ort.
Im Zuge der Novemberpogrome 1938 wurde die Bürener Synagoge zerstört, 1942 wurden die letzten noch verbliebenen jüdischen Bürener deportiert. Es gibt seitdem keine jüdische Gemeinde mehr in Büren.

### Eingemeindungen
Durch das Sauerland/Paderborn-Gesetz wurde am 1. Januar 1975 nicht nur der Kreis Büren aufgelöst und den Nachbarkreisen zugeschlagen, sondern es wurden auch die Gemeinden Ahden, Barkhausen, Brenken, Eickhoff, Harth, Hegensdorf, Siddinghausen, Steinhausen, Weiberg, Weine und Wewelsburg, die zuvor dem Amt Büren angehörten, in die Stadt Büren eingemeindet. Diese ehemals eigenständigen Gemeinden zeichnen sich jedoch bis heute durch ihr reges Vereinsleben und ihre Autonomie aus.

### Einwohnerentwicklung

Einwohnerentwicklung von Büren von 1975 bis 2016

| Jahr | Einwohner |
| ---- | --------- |
| 1975 | 17.353    |
| 1980 | 17.534    |
| 1985 | 17.923    |
| 1987 | 17.473    |
| 1990 | 18.748    |
| 1995 | 21.619    |
| 2000 | 22.108    |
| 2001 | 22.194    |
| 2002 | 22.353    |

| Jahr | Einwohner |
| ---- | --------- |
| 2003 | 22.297    |
| 2004 | 22.346    |
| 2005 | 22.152    |
| 2007 | 22.303    |
| 2012 | 21.320    |
| 2016 | 21.657    |
| 2019 | 21.709    |
| 2022 | 21.483    |

¹ Volkszählungsergebnis

## Politik
Die politische Landschaft in Büren bildet sich durch die bundesweiten Parteien CDU, SPD, FDP und Bündnis´90 Die Grünen. Hinzu kam seit dem Austritt zweier Ratsherren aus der SPD 2010 und 2011 bis zur Kommunalwahl 2014 die SFWG (Soziale Freie Wählergemeinschaft).
Mit der Jungen Union (CDU), den Jusos (SPD) und den Julis (FDP) sind drei Jugendorganisationen in der Stadt aktiv. Die CDU hat zudem mit der Senioren-Union eine Vertretung für die Senioren gebildet.

### Stadtrat
Der Stadtrat hat 38 Mitglieder. Hinzu kommt der Bürgermeister als Ratsvorsitzender.
Ergebnis der Kommunalwahl vom 13. September 2020
| Wahl des Bürener Stadtrats 2020Wahlbeteiligung: 56,2 % 6050403020100 53,6 %19,7 %7,7 %9,4 %9,6 % CDUSPDFDPGrüneBfBGewinne und Verlusteim Vergleich zu 2014 %p 10 8 6 4 2 0 −2 −4 −6 −8−10−12−3,5 %p−10,2 %p+0,9 %p+3,5 %p+9,6 %pCDUSPDFDPGrüneBfB | Sitzverteilung im Bürener Stadtrat 2020Insgesamt 38 Sitze - GRÜNE: 4 - SPD: 7 - FDP: 3 - BfB: 4 - CDU: 20 |

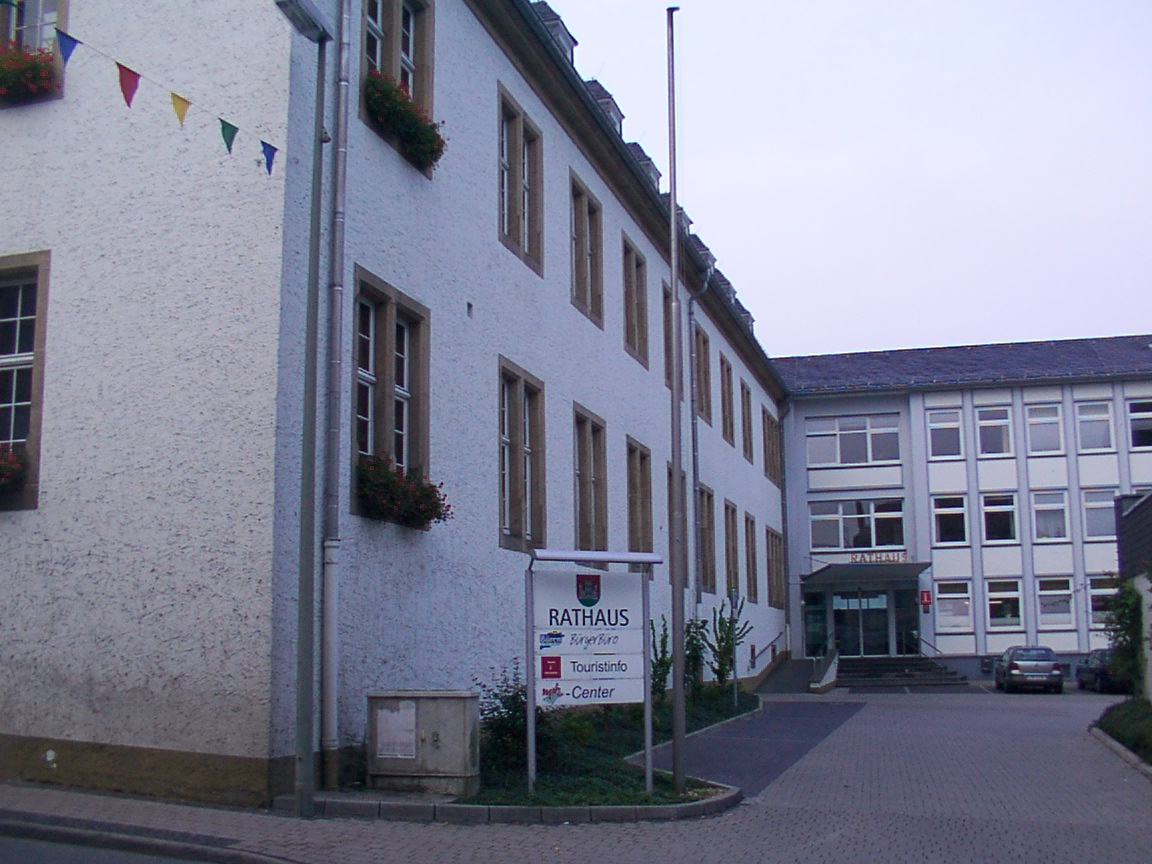
Das Bürener Rathaus

Die folgende Tabelle zeigt die Kommunalwahlergebnisse seit 1975:
| [ 18 ] [ 19 ]   | 2020    | 2020    | 2014    | 2014    | 2009    | 2009    | 2004    | 2004    | 1999    | 1999    | 1994    | 1994    | 1989    | 1989    | 1984    | 1984    | 1979    | 1979    | 1975    | 1975    |
| Partei          | Sitze   | %       | Sitze   | %       | Sitze   | %       | Sitze   | %       | Sitze   | %       | Sitze   | %       | Sitze   | %       | Sitze   | %       | Sitze   | %       | Sitze   | %       |
| --------------- | ------- | ------- | ------- | ------- | ------- | ------- | ------- | ------- | ------- | ------- | ------- | ------- | ------- | ------- | ------- | ------- | ------- | ------- | ------- | ------- |
| CDU             | 20      | 53,64   | 22      | 57,06   | 22      | 58,73   | 23      | 60,43   | 25      | 65,30   | 23      | 58,11   | 23      | 58,05   | 25      | 62,95   | 27      | 65,71   | n/v     | 66,06   |
| SPD             | 07      | 19,67   | 11      | 29,90   | 10      | 25,79   | 11      | 29,44   | 12      | 31,67   | 16      | 41,17   | 16      | 41,95   | 14      | 34,96   | 12      | 30,66   | n/v     | 23,47   |
| FDP             | 03      | 07,68   | 03      | 06,84   | 04      | 10,06   | 04      | 10,13   | 01      | 03,03   | 0       | 00,72   | –       | –       | 0       | 02,09   | 0       | 03,63   | 0       | 02,29   |
| Grüne           | 04      | 09,40   | 02      | 05,88   | 02      | 05,42   | –       | –       | –       | –       | –       | –       | –       | –       | –       | –       | –       | –       | –       | 0–      |
| BfB 2           | 04      | 09,61   | 0–      | 0–      | –       | –       | –       | –       | –       | –       | –       | –       | –       | –       | –       | –       | –       | –       | –       | 0–      |
| Unabh.          | –       | –       | 0       | 00,3    | –       | –       | –       | –       | –       | –       | –       | –       | –       | –       | –       | –       | –       | –       | –       | 0–      |
| Sonstige        | –       | –       | –       | –       | –       | –       | –       | –       | –       | –       | –       | –       | –       | –       | –       | –       | –       | –       | n/v     | 08,18   |
| Gesamt 1        | 38      | 100     | 38      | 100     | 38      | 100     | 38      | 100     | 38      | 100     | 39      | 100     | 39      | 100     | 39      | 100     | 39      | 100     | n/v     | 100     |
| Wahlbeteiligung | 56,16 % | 56,16 % | 51,45 % | 51,45 % | 58,21 % | 58,21 % | 57,66 % | 57,66 % | 59,37 % | 59,37 % | 83,77 % | 83,77 % | 69,20 % | 69,20 % | 70,79 % | 70,79 % | 76,68 % | 76,68 % | 90,59 % | 90,59 % |

### Bürgermeister
- 1946–1948 Waldemar Boedts
- 1948–1952 Hermann Finkeldey (CDU)
- 1952–1974 Adolf Evers (CDU)
- 1975–1989 Theo Böhle (CDU)
- 1989–1999 Friedhelm Kaup (CDU)
- 1999–2009 Wolfgang Runge (CDU)
- 2009–heute Burkhard Schwuchow (CDU)

Seit dem 21. Oktober 2009 ist Burkhard Schwuchow (CDU) Bürgermeister, er ist am 30. August 2009 mit 66,47 % der gültigen Stimmen gewählt worden. Am 25. Mai 2014 wurde er mit 69,9 % wiedergewählt. 2020 wurde er ebenfalls wiedergewählt.
Stellvertretende Bürgermeister seit 2020 sind Wigbert Löper (CDU) sowie Marianne Borghoff (SPD).

### Ehrenbürger
- 1895 Landrat Borries Freiherr von Oeynhausen (1836–1896),
- 1903 Weihbischof Augustinus Gockel (1830–1912),
- 1921 Pfarrer und Dechant Adolf Hüttemann (1863–1922),
- 1933 Regierungspräsident Adolf Freiherr von Oeynhausen (1877–1953).[23]

Die Ehrenbürgerwürde als „persönliches Recht“ erlischt mit dem Tod des Ehrenbürgers.

### Wappen und Flagge
| Banner, Wappen und Hissflagge |  |
|                               |  |
|                               |  |

Die Stadt Büren führt ein Stadtwappen, das auf dem ältesten Siegelbild der Stadt von 1299 basiert. Das Wappen wurde am 16. Januar 1976 durch den Detmolder Regierungspräsidenten genehmigt. Es entspricht dem Wappen der Stadt Büren vor der kommunalen Neugliederung, das nach einem Vorschlag des Reichsheroldsamtes am 2. September 1908 vom preußischen König genehmigt worden war. Zuvor hatte die Stadt Büren nur den roten Rautensparren im weißen Schild als Wappen geführt.
Das Wappen der Stadt Büren steht als amtliches Hoheitszeichen der Stadtverwaltung zur Verfügung. Das Recht ist geschützt und soll gewahrt bleiben. Dritten ist die Verwendung des Stadtwappens nur mit Genehmigung der Stadt Büren erlaubt. Die Satzung über die Verwendung des Stadtwappens der Stadt Büren hat der Rat am 27. März 2012 beschlossen.
- Blasonierung:

In Rot auf einem grünen Dreiberg eine silberne (weiße) Burg mit drei Zinnentürmen, deren mittlerer breiter ist und einen offenen Torbogen aufweist, in dem sich ein silberner (weißer) Dreieckschild mit einem roten Rautensparren befindet.
Der Rautensparren stellt dabei das Wappen des Hauses Büren da, welches bis zum 17. Jahrhundert über Büren und Bürener Land herrschte. Er findet sich im Wappen des Altkreises Büren, des Kreises Paderborn und der Stadt Bad Wünnenberg wieder. Auch im Wappen des ehemaligen Amtes Büren ist neben der Wewelsburg das Wappen des Hauses Büren zu sehen.
Am 16. Januar 1976 erhielt die Stadt Büren auch das Recht auf eine eigene Stadtflagge.
- Flaggenbeschreibung

Banner: Rot und Weiß längsgestreift mit dem Wappenschild der Stadt im rechteckigen Bannerhaupt.
Hissflagge: Rot und Weiß längsgestreift mit dem Wappenschild der Stadt im rechteckigen durchgehenden Flaggenhaupt.

### Städtepartnerschaften
- Kortemark (Belgien) – Partnerschaftsunterzeichnung 1981
- Charenton-le-Pont (Frankreich) – Partnerschaftsunterzeichnung 1989
- Mittersill (Österreich) – Partnerschaftsunterzeichnung 1995
- Ignalina (Litauen) – Partnerschaftsunterzeichnung 2003
- Baruth/Mark (Landkreis Teltow-Fläming) – seit 1990 im Rahmen der Kommunalverwaltungshilfe Ost

Auf der Ebene von Ortschaften der Stadt Büren pflegt die Ortschaft Wewelsburg seit 1965 eine Partnerschaft zur Gemeinde Précigné/Sarthe in Frankreich, die 1991 durch Unterzeichnung der Partnerschaftsurkunde offiziell besiegelt wurde.
Die Bürener leben ihre Städtepartnerschaften in verschiedener Form auf Vereins- und Kirchenebene aus. So besuchte zum Beispiel eine Gruppe aus Ignalina den Weltjugendtag und verbrachte die erste Woche in Büren.
Aber auch Vereine wie die Freiwillige Feuerwehr, Musik- oder Schützenvereine fahren regelmäßig in die Bürener Partnerstädte zum Erfahrungsaustausch.

## Kultur und Sehenswürdigkeiten

### Theater

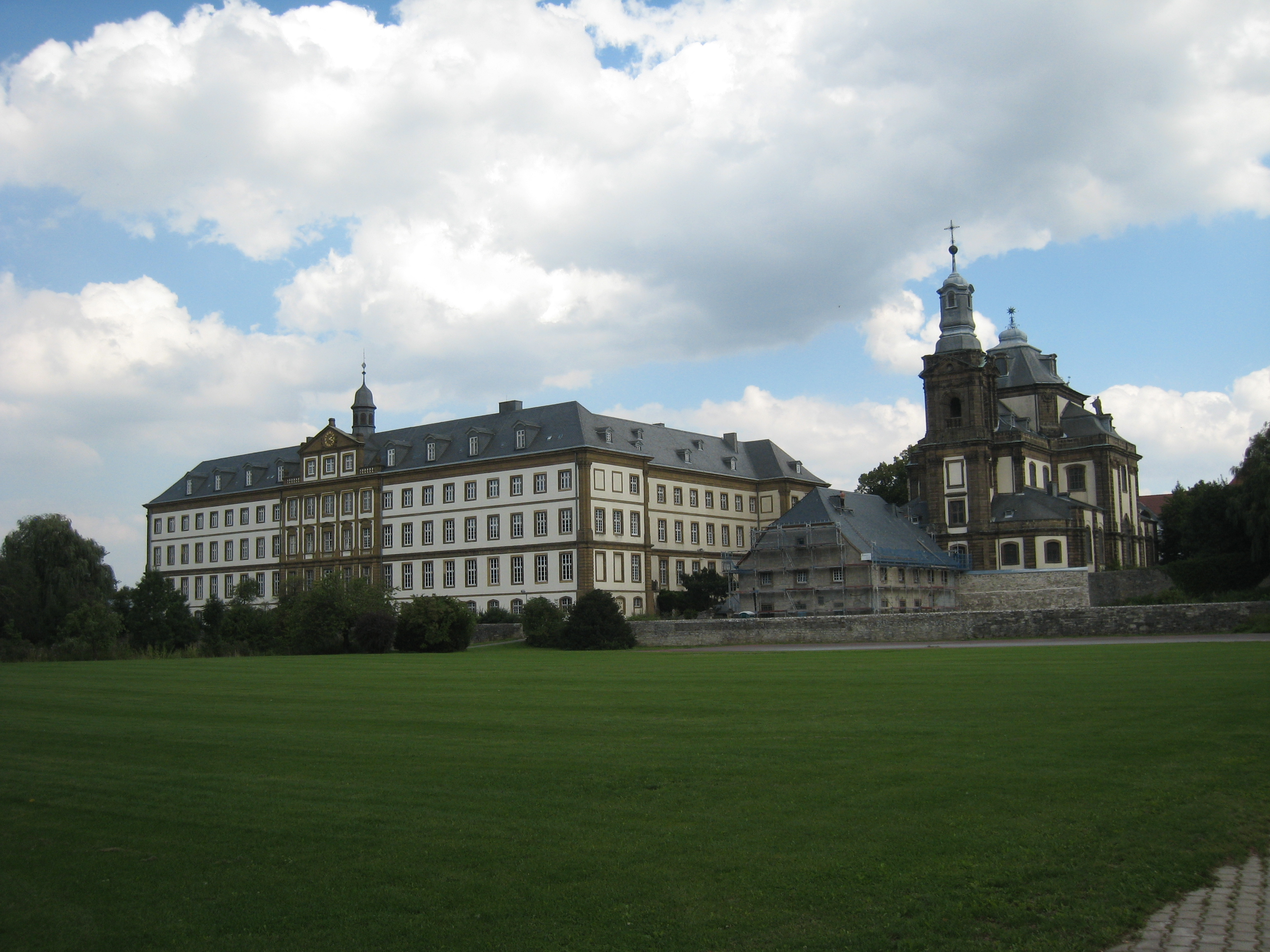
Jesuitenkolleg Büren

Im Theatersaal der Stadthalle Büren werden in unregelmäßigen Abständen Theaterstücke von professionellen Künstlern und Laien aufgeführt.

### Museen
In der Wewelsburg befindet sich das Kreismuseum des Kreises Paderborn mit einer Ausstellung über die mittelalterliche Burggeschichte, der Zeit als SS-Terror- und Kultstätte und einer Ausstellung zum Thema Vertreibung.
In der Kernstadt befindet sich das Bernhard-Wolf Schulmuseum der Stadt Büren. Die Mittelmühle und die Bohrmühle werden vom Heimatverein Büren als Museum betrieben und können im Rahmen von Führungen besichtigt werden.
Es gibt drei weitere Museen in privater Trägerschaft: Das Bürener Krankenhausmuseum, das Schützenmuseum sowie ein Museum für Funkgeschichte.

### Musik
Büren ist Sitz der Kreis-Musikschule Paderborn. In der Stadt gibt es Chöre, Musikvereine, Tambourcorps sowie einen Fanfarenzug.

### Bauwerke

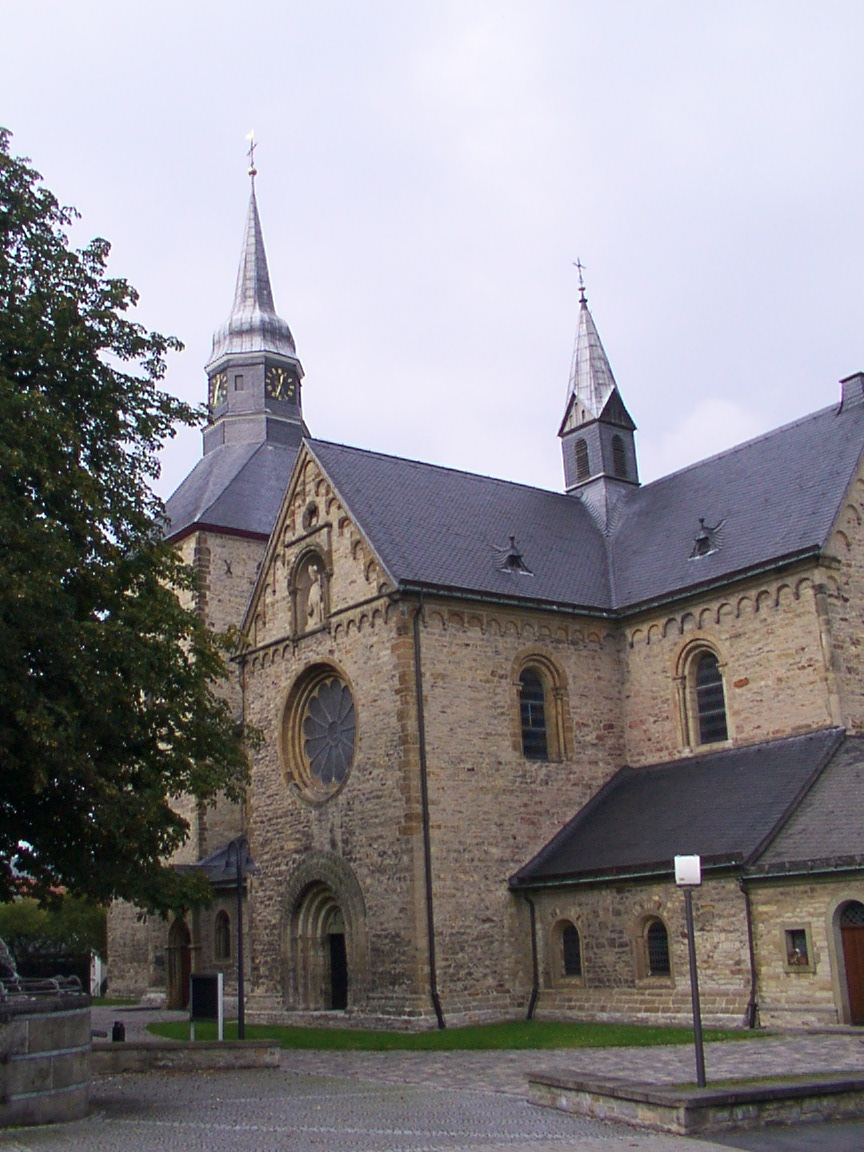
Kath. Pfarrkirche St. Nikolaus

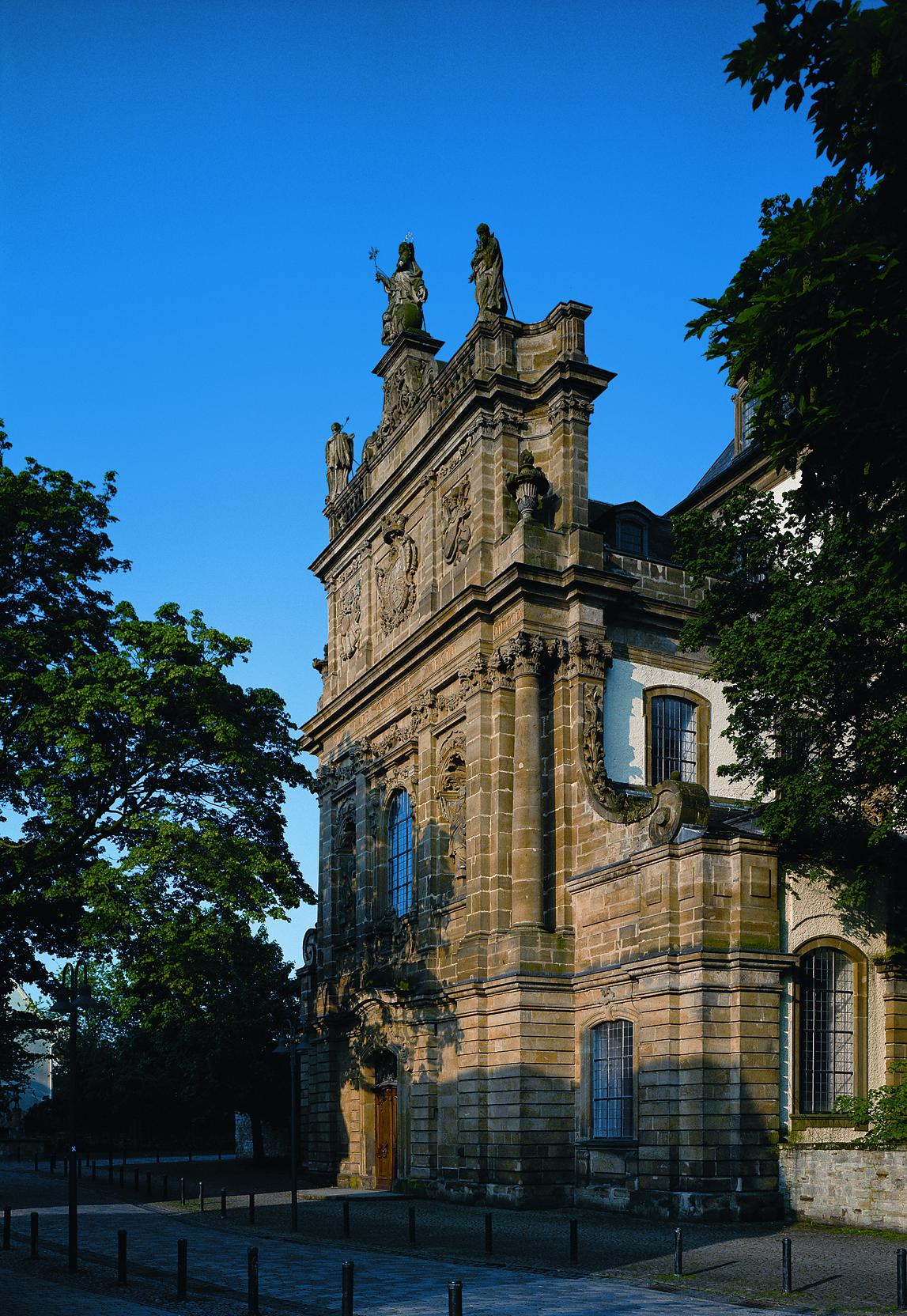
Jesuitenkirche

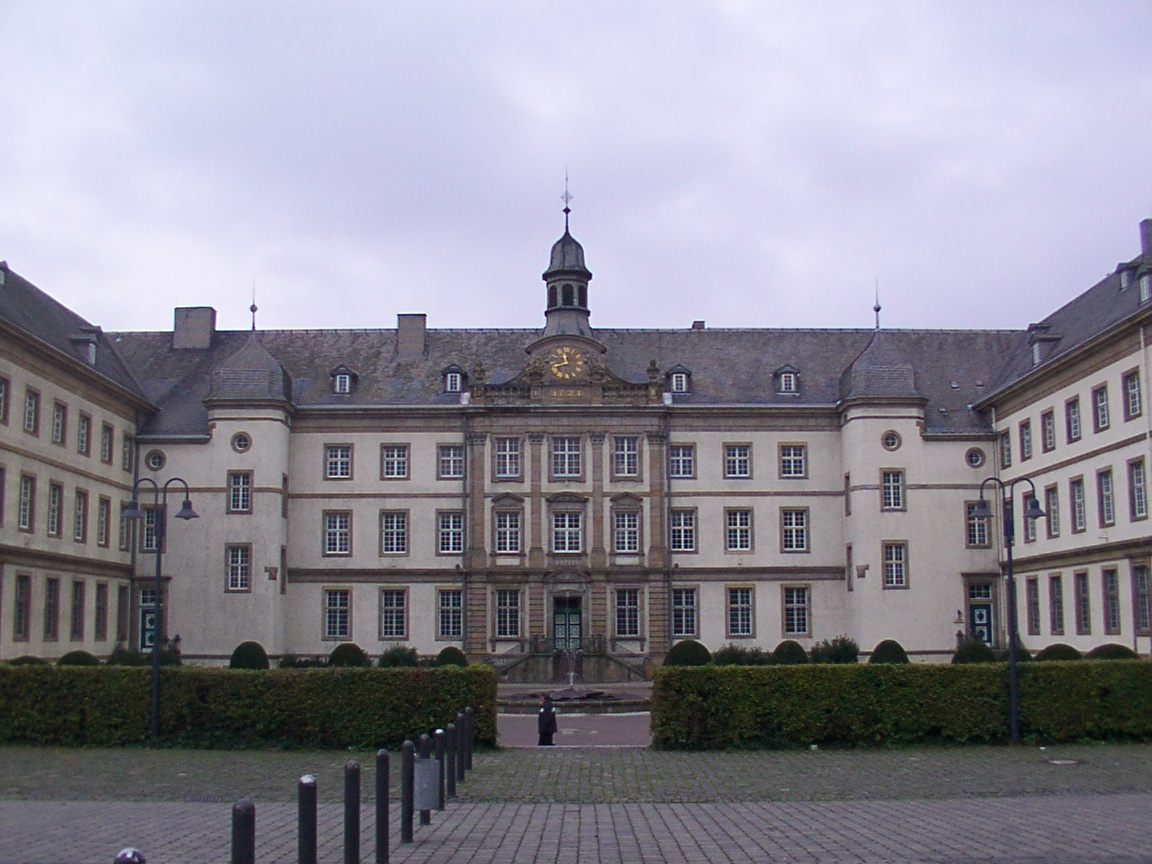
Ehem. Jesuitenkolleg

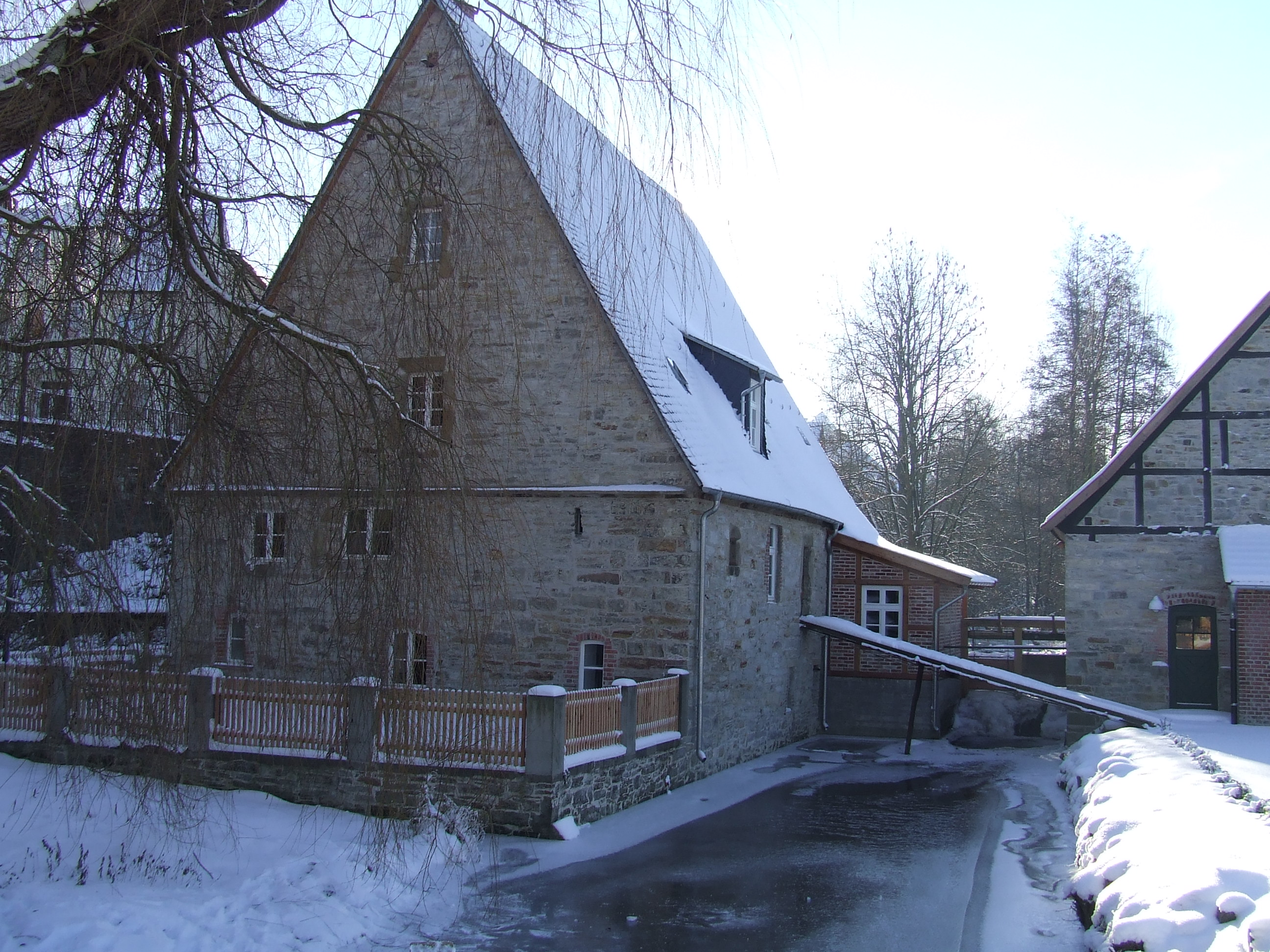
Die Mittelmühle im Winter

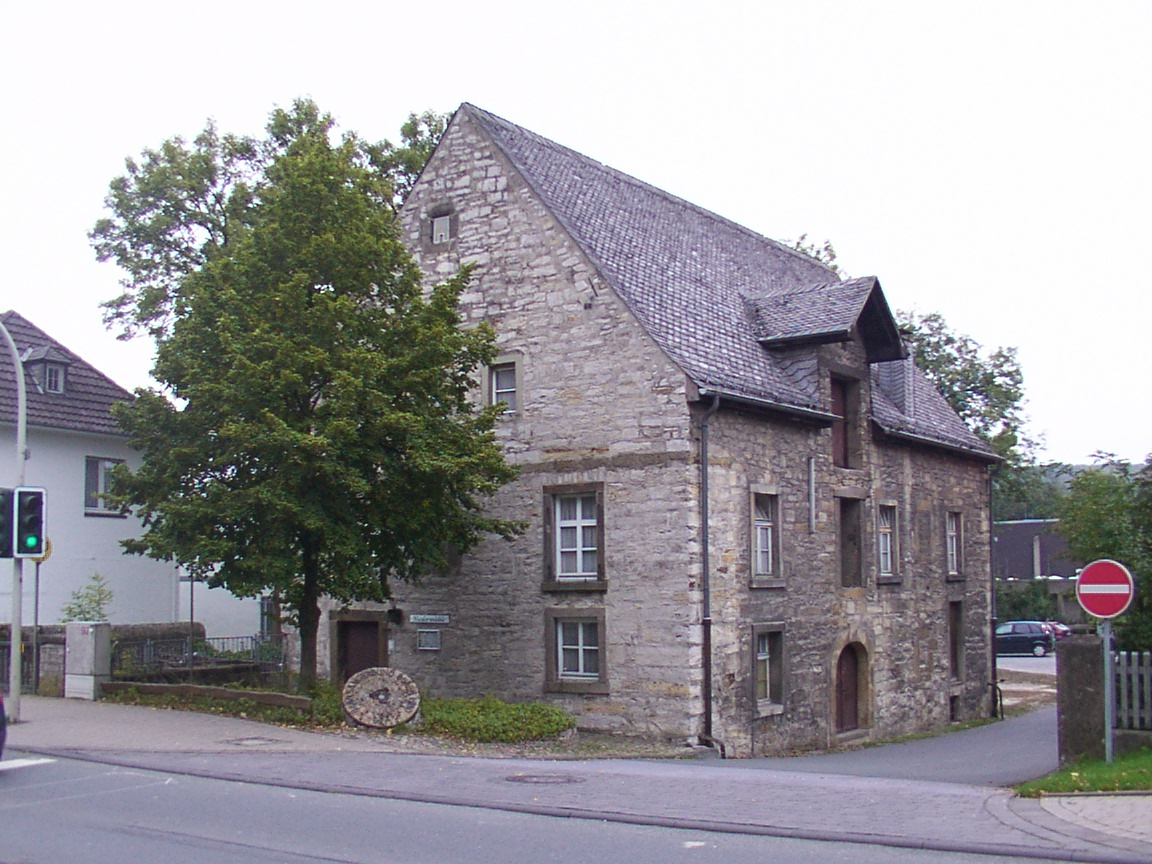
Niedermühle

- Katholische Kirche St. Nikolaus

Die kreuzförmige Basilika mit Westturm wurde 1220 erstmals erwähnt. Im 19. Jahrhundert wurde der Bau verändert. Zur Ausstattung gehören ein spätgotisches Sakramentshäuschen vom Ende des 15. Jahrhunderts, eine um 1600 entstandene Kanzel und die barocke Orgel von 1744, die ursprünglich für das Kloster Böddeken geschaffen wurde.
- Jesuitenkirche Maria Immaculata

- Jesuitenkolleg

Das Gebäude beherbergt heute das Mauritius-Gymnasium, es wurde in den Jahren 1719 bis 1728 im Stil des Barocks von den Jesuiten erbaut.
- Rathaus

Der mehrflügelige Bau diente ehemals als Witwensitz der Edelherren von Büren. Nach dem Tod des Moritz von Büren im Jahr 1661 ging es in das Eigentum des Jesuitenordens über, der sich zunächst hier niederließ. Das Gebäude scheint anschließend umfassend erneuert worden zu sein; der zum Innenhof führende Torbogen ist 1664 datiert. 1802/03 fiel es an den preußischen Staat, der es 1806 an den Apotheker Quicken verpachtete. 1933 erwarb der Kreis Büren den Komplex, der hier unter Einbeziehung älterer Teile ein neues Kreishaus errichten ließ. Bis 1975 war es Sitz der Kreisverwaltung Büren. Heute dient es als Rathaus; zudem sind hier das Arbeitsamt, eine Polizeiwache und eine Nebenstelle der Kreisverwaltung von Paderborn untergebracht.
- Ehemalige Zehntscheune

Der verputzte Bruchsteinbau mit Mansarddach stammt im Kern wohl noch aus dem 16. Jahrhundert, wurde aber um 1720 weitgehend neu errichtet. Er diente lange Zeit als Rent- und Forstamt. Zusammen mit der Niedermühle, dem Jesuitenkolleg und dem angrenzenden, aus dem 18. Jahrhundert stammenden Wirtschaftsgebäude (jetzt Café Stilbruch) bildet er ein städtebaulich eindrucksvolles Ensemble.
- Mittelmühle

Der mit einem steilen Satteldach versehene Bruchsteinbau wurde 1532 erbaut und gilt damit als der älteste Profanbau im Innenstadtbereich. Die Mühle wurde zusammen mit der benachbarten Bohrmühle restauriert und als Museum durch den Heimatverein Büren e. V. betrieben
- Ehemalige Niedermühle

Der zweigeschossige Bruchsteinbau mit Satteldach stammt in seinen ältesten Teilen von 1537. Er wird heute im Rahmen der Kulturinitiative Niedermühle u. a. für Konzerte genutzt.
- Im Ortskern sind wegen der zahlreichen, vor allem in den 1960er und 1970er Jahren erfolgten Abbrüche nur wenige ältere Wohnbauten erhalten. Hervorzuheben ist das Haus Markt 14. Das Fachwerk-Dielenhaus mit Krüppelwalmdach ist am Torbalken 1608 bezeichnet. Es ist das älteste noch erhaltene Wohnhaus der Stadt. Das Erdgeschoss wurde jedoch für die Nutzung als Ladengeschäft einschneidend verändert. Das Haus Südmauer 20, ein eingeschossiger Fachwerkbau über hohem Sockelgeschoss, wurde im 19. Jahrhundert errichtet. Das Haus Bahnhofstraße 2 ist ein großer zweigeschossiger Fachwerkbau mit Walmdach, der um 1840/50 entstanden sein dürfte. Durch einen Ladeneinbau wurde die linke Hälfte des Erdgeschosses 1901 aufgebrochen. Vom Bautyp her besonders interessant ist das Haus Kapellenstraße 8, das 1873 als Doppelhaus konzipiert wurde. Es handelt sich um ein Querdeelenhaus, dessen linkes Tor jedoch später zugesetzt wurde.

- Von der Stadtbefestigung blieben zwei Türme und Reste der Mauer erhalten.

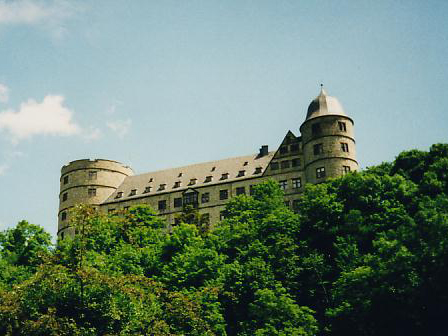
Wewelsburg

- Die Wewelsburg ist das Wahrzeichen des Paderborner Landes.

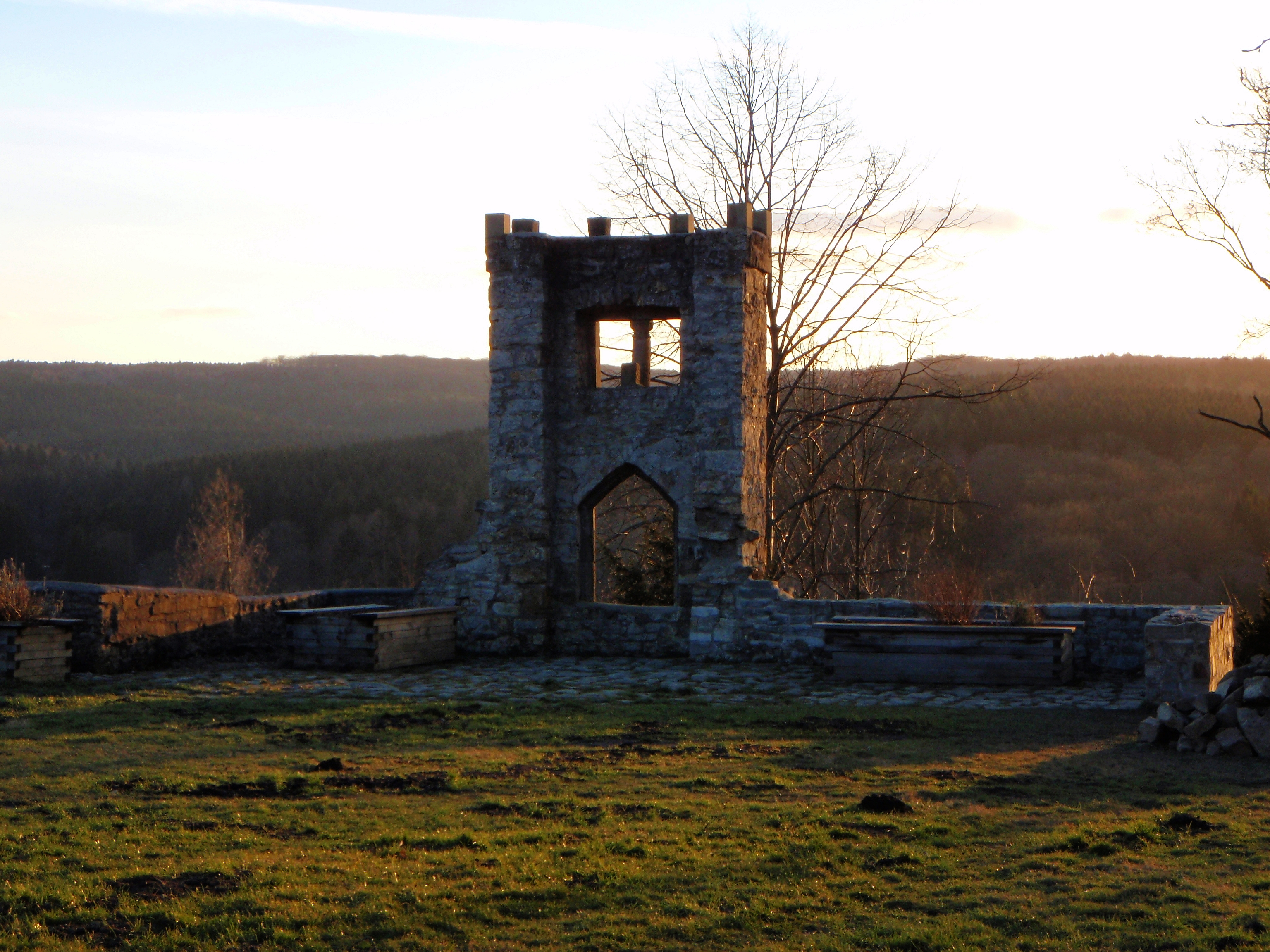
Burgruine Ringelstein

- Burgruine Ringelstein mit Hexenkeller

Die Burgruine Ringelstein liegt oberhalb des Tals auf einem Bergkamm und gehört heute zum Gebiet der Ortschaft Harth. Hier können die Reste der von den Edelherren von Büren um 1400 erbauten Burg besichtigt werden.
- Unterbringungseinrichtung für Ausreisepflichtige, größte Abschiebehaftanstalt Europas

Die Einrichtung wurde im Jahre 1994 auf dem Gelände einer verlassenen NATO-Kaserne in Betrieb genommen.

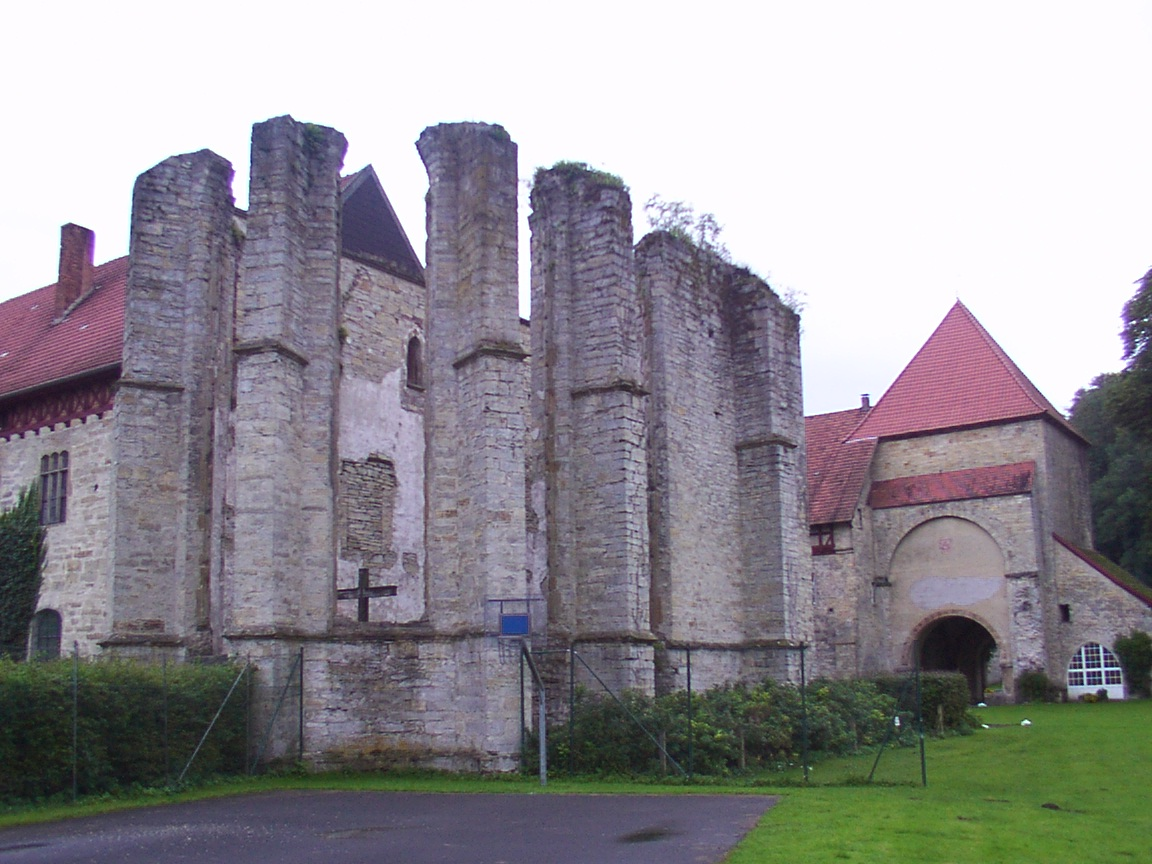
Ruine des Klosters Böddeken

- Das ehemalige Kloster Böddeken nahe Wewelsburg wurde vom Heiligen Meinolf gegründet und beherbergt heute ein Internat. In der Nähe vom Gut Böddeken befindet sich außerdem das Friedenstal mit einem Soldatenfriedhof.

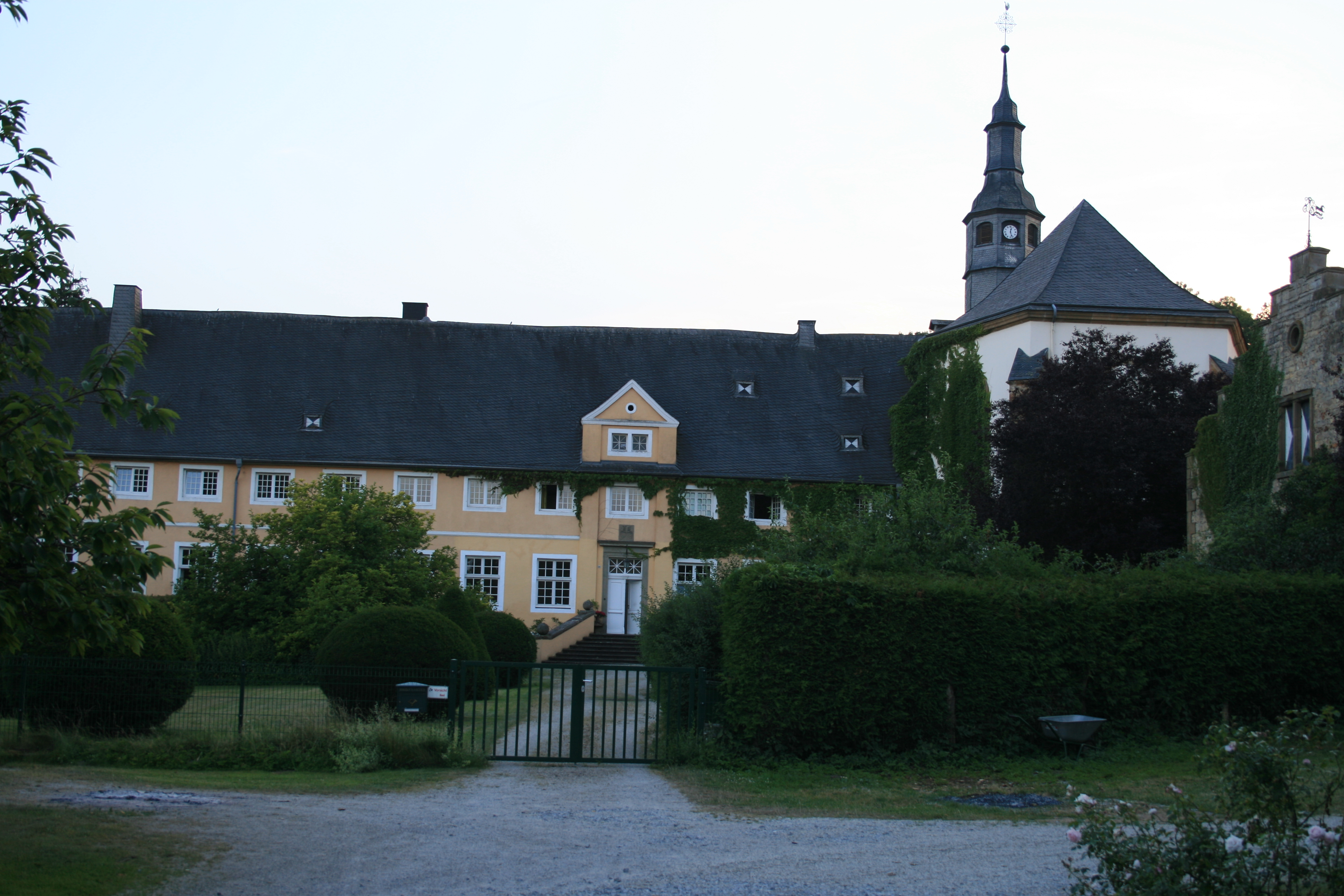
Gut Holthausen

- Gut Holthausen

Das ehemalige Zisterzienserinnenkloster Holthausen wurde 1243 von den Edelherren von Büren gegründet. Die Klosterkirche und die ehemaligen Klostergebäude wurden um 1700 im Stil des Barock unter Verwendung von Teilen der ursprünglichen mittelalterlichen Anlage erbaut. Sie befinden sich heute im Privatbesitz. In der Kapelle des Klosters sind die Edelherren zu Büren begraben.
- Mit der Hünenburg auf dem Hahnenberg über dem Almetal zwischen Büren und Brenken sind die Überreste einer frühmittelalterlichen Wallburg erhalten, die im 14. Jahrhundert neu ausgebaut wurde.

### Naturdenkmäler
Im Stadtgebiet von Büren sind elf Naturschutzgebiete ausgewiesen. Die beiden größten sind die Wälder bei Büren (PB-066) mit 1515,7931 Hektar und der Leiberger Wald (PB-060) mit 1232,6710 Hektar. (siehe auch: Liste der Naturschutzgebiete im Kreis Paderborn)

### Sport und Freizeit
Die Stadt Büren unterhält zwei Freibäder, eines zwischen Harth und Weiberg und eines in Büren selbst. Außerdem gibt es ein Hallenbad. Nahezu jeder Stadtteil hat einen Fußballverein und einen Sportplatz, Ausnahmen sind Barkhausen und Eickhoff. In der Kernstadt Büren betreibt der Fußballverein SV 21 Büren auch Leichtathletik. Der TV 13 Büren bietet die Sportarten Turnen, Volleyball, Tischtennis, Basketball, Rope Skipping und Kickboxen an. In den Sportarten Kickboxen und Ropeskipping stellt er aktuell Deutsche Meister oder Europameister. Die Sport- und Turnhallen der Schulen können von Vereinen mitbenutzt werden. Ebenfalls in der Kernstadt befindet sich einer der ältesten Tennisvereine im Bezirk Ostwestfalen. Der 1948 gegründete TC Blau-Weiß Büren unterhält am Bennenberg eine Acht-Platz Anlage.
In der Nähe des Stadions Bruchs in Büren gibt es einen Schießstand des Bürener Bürgerschützenvereins (BSV). Die Schießsportabteilung des BSV stellt regelmäßig Weltmeister oder Vize-Weltmeister in verschiedenen Schießkategorien. Im Industriegebiet Büren-West befinden sich eine Kartbahn und ein Gotcha-Areal. Seit Jahresbeginn 2007 sorgt die Kulturinitiative Niedermühle für ein buntes Unterhaltungs- und Kulturprogramm.

### Regelmäßige Veranstaltungen
Neben den Schützenfesten der einzelnen Stadtteile findet jedes Jahr in der letzten Woche im September der Moritzmarkt, das größte Bürener Volksfest, statt. Der Nikolausmarkt wird am Wochenende um den 6. Dezember veranstaltet.
Ein weiterer Höhepunkt ist der Bürener Wandertag, zu dem jedes Jahr im Mai Wanderer aus ganz Deutschland und den angrenzenden EU-Ländern nach Büren kommen.
Zu Beginn der Sommerferien findet jedes Jahr in den Bürener Almeauen das dreitägige Open-Air-Kino „BOA Kino“ statt.
2018 wurde BürenOpenAir erstmals mit dem Open-Air-Konzert BOArocks zu einer Eventserie ergänzt. Auf der Bühne in den Almeauen spielten Künstler wie Foreigner, Wingenfelder, The Hooters, Toto, The BossHoss oder Wincent Weiss.

### Kulinarische Spezialitäten
In Büren gibt es zwei regional bekannte Schnäpse, den Bürener Ratstropfen, der als Kräuterschnaps bezeichnet werden kann, und den Bürener Moritzbrand, ein Obstler mit Kümmel, der dem letzten Bürener Edelherren gewidmet ist.

### Vereine
Der Heimatverein Büren wurde 1987 gegründet. Der Verein hat sich zum Ziel gesetzt, die Geschichte der Stadt zu erforschen und bekannter machen, Denkmäler zu pflegen und Bürener Brauchtum zu erhalten. Der Heimatverein betreibt auch das Museum der Mittelmühle und der Bohrmühle in den Bürener Almeauen.
Schützenwesen:
Die St.-Sebastians-Bruderschaft ist der wohl älteste Verein in Büren. Gegründet wurde er 1490, seine Wurzeln reichen aber bis ins 12. Jahrhundert zurück. Die Bruderschaft nahm alle Bürener christlichen Glaubens auf, die zehn Jahre in der Stadt gewohnt hatten. Im Mittelalter übernahmen die „Sebastiöner“ die Stadtwache, weshalb seit 2007 auch wieder einige Schützen in der Tracht der alten Wachen beim Schützenfest marschierten.
Als sich mit Gründung des Kreises Büren 1816 immer mehr Protestanten in Büren ansiedelten, die nicht der Bruderschaft beitreten konnten, gründeten sie 1828 die Bürener Bürgerschützen. Seitdem gibt es in Büren zwei Schützenvereine, wobei die Bruderschaft ca. 400 Mitglieder hat und die Bürgerschützen ca. 2000.
Im Jahr 1958 gründete sich auf Initiative des Schützenvereins Haaren der Kreisschützenbund Büren, bei dem alle Vereine des Altkreises Büren beitrittsfahig sind und den Kreisschützenvogel abschießen dürfen. Der Ort, der den König stellt, richtet auch das nächste Kreisschützenfest aus.

## Wirtschaft und Infrastruktur

### Verkehr

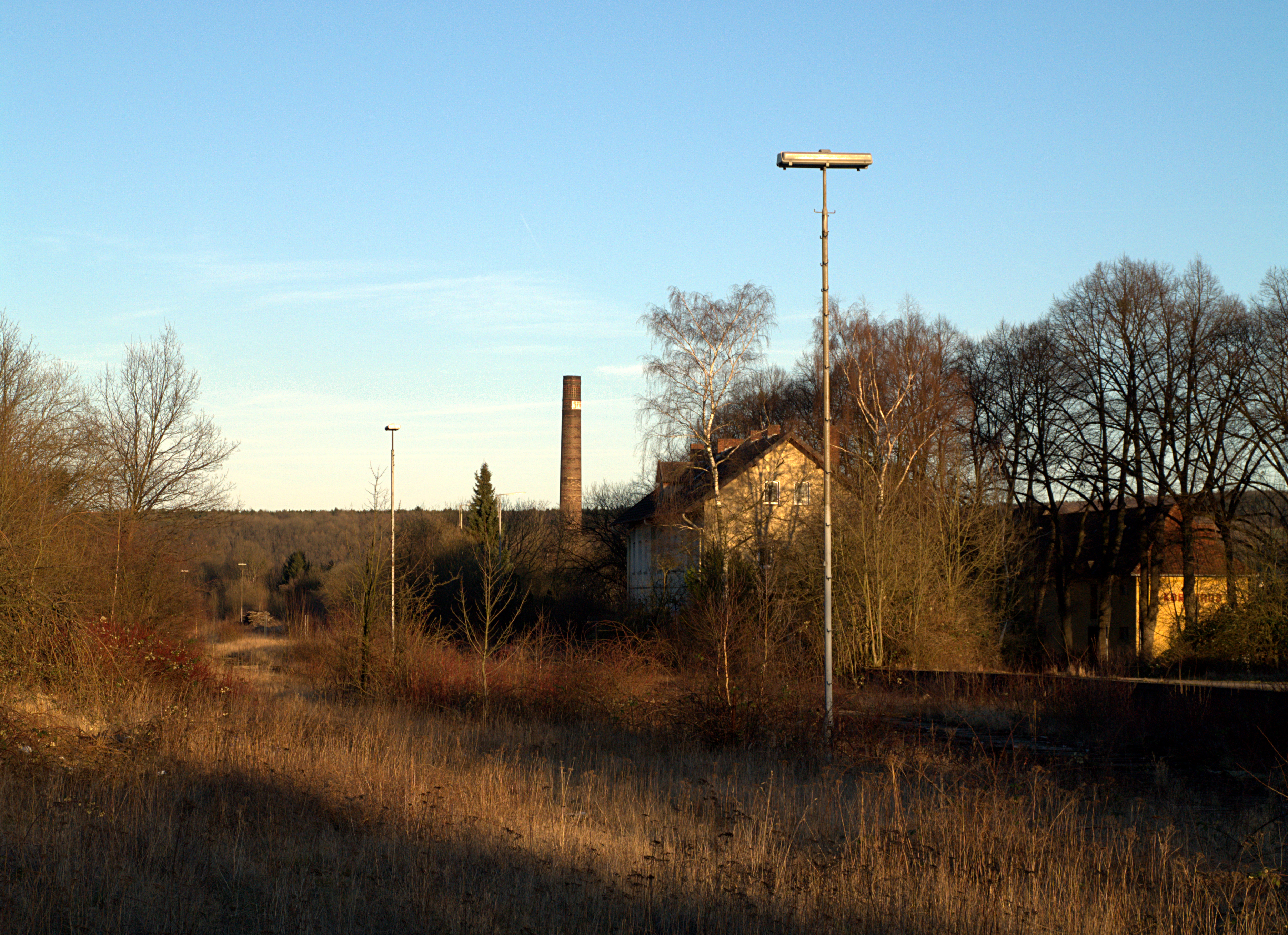
Die Überreste des Bahnhofs

#### Busverkehr
Die Stadt gehört zum Gebiet des Nahverkehrsverbundes Paderborn-Höxter, der im August 2017 vom Westfalentarif abgelöst wurde. Das gesamte Stadtgebiet ist regelmäßig über ein Stadtbussystem mit der Innenstadt verbunden. Die Schnellbuslinien S60 und S61 verbinden Büren mit dem Oberzentrum Paderborn. Nach Geseke und Salzkotten verkehren regelmäßig weitere Buslinien. Brilon ist über die Schulbusse mit Umstieg in Brilon-Alme per ÖPNV zu erreichen.

#### Eisenbahnverkehr

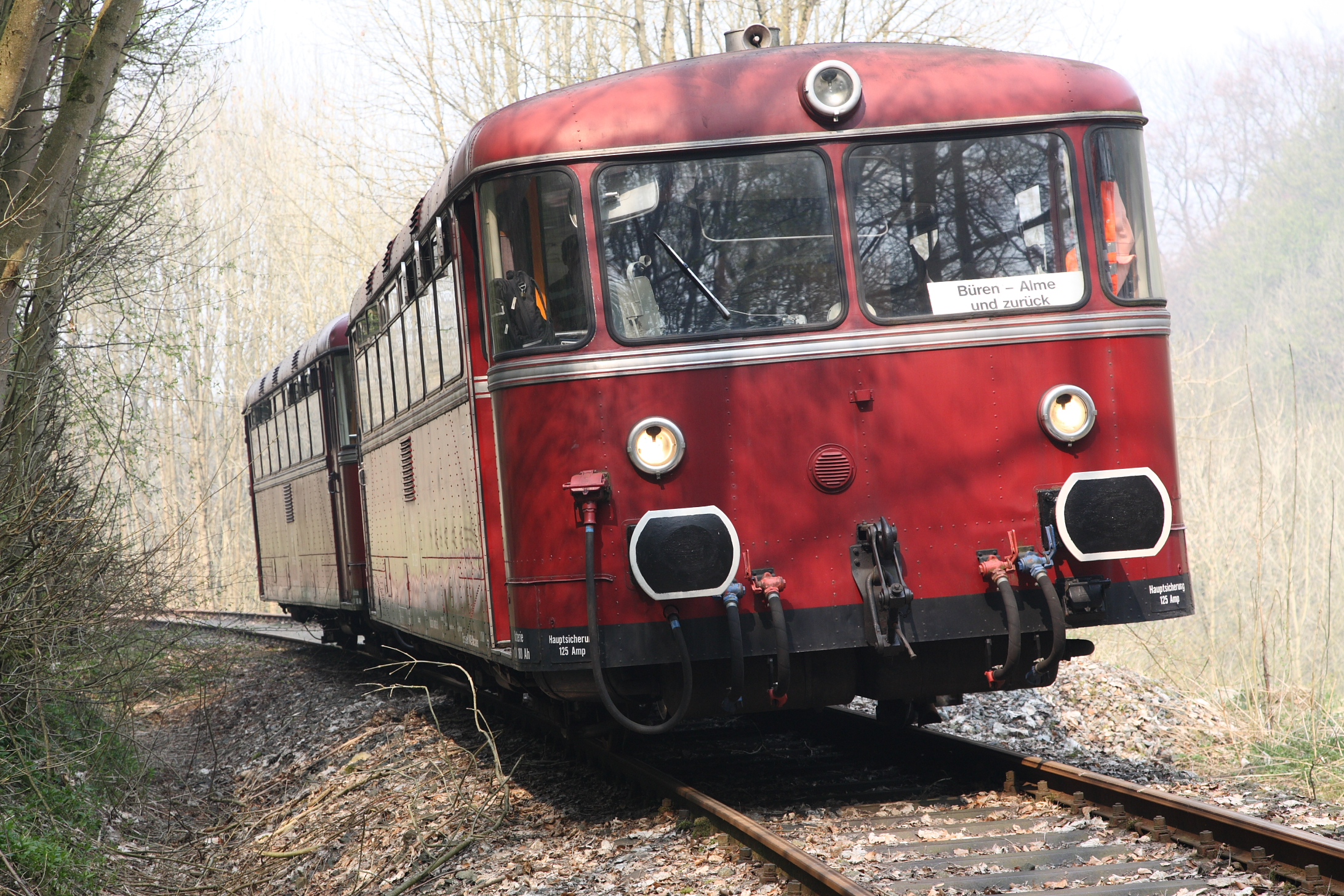
Uerdinger Schienenbus direkt in der Nähe der Almequelle, April 2009

Früher existierten Verbindungen mit der Almetalbahn nach Paderborn und Brilon sowie nach Geseke.

#### Straße
Die Autobahn A 44 (Dortmund-Kassel) durchquert das Stadtgebiet in west-östlicher Richtung. Ab dem Autobahnkreuz Wünnenberg-Haaren führt die A 33 zur A 30 in Osnabrück.

#### Luftverkehr
Im Stadtteil Büren-Ahden liegt der internationale Flughafen Paderborn/Lippstadt. Außerdem gibt es im Stadtgebiet das Segelfluggelände Büren/Am Schwalenberg, welches vom Aero Club Lippstadt e. V. und vom Aero Club Büren genutzt wird.

### Medien
Das Lokalradio für die Kreise Paderborn und Höxter, Radio Hochstift, ist auf den Frequenzen 88,1 MHz oder 104,8 MHz zu empfangen. Als Tageszeitungen erscheinen in Büren die Neue Westfälische und das Westfalen-Blatt, jeweils mit einem Lokalteil für das Bürener Land. Außerdem erscheint jeden Sonntag die Wochenzeitung Neue Regionale aus Geseke mit lokalen Nachrichten für Büren. Zudem erscheint vierteljährlich im Hochstift Paderborn die Zeitschrift Die Warte für die Kreise Paderborn und Höxter mit Beiträgen zur Regionalgeschichte, Literatur und Kunst.
Seit 2011 hat die Zeitschrift „Facette“ als Zeitschrift für den Mittelstand ihre Redaktion am Flughafen Paderborn-Lippstadt. Sie erscheint monatlich und hat eine Auflage von ca. 30.000 Exemplaren.

### Öffentliche Einrichtungen

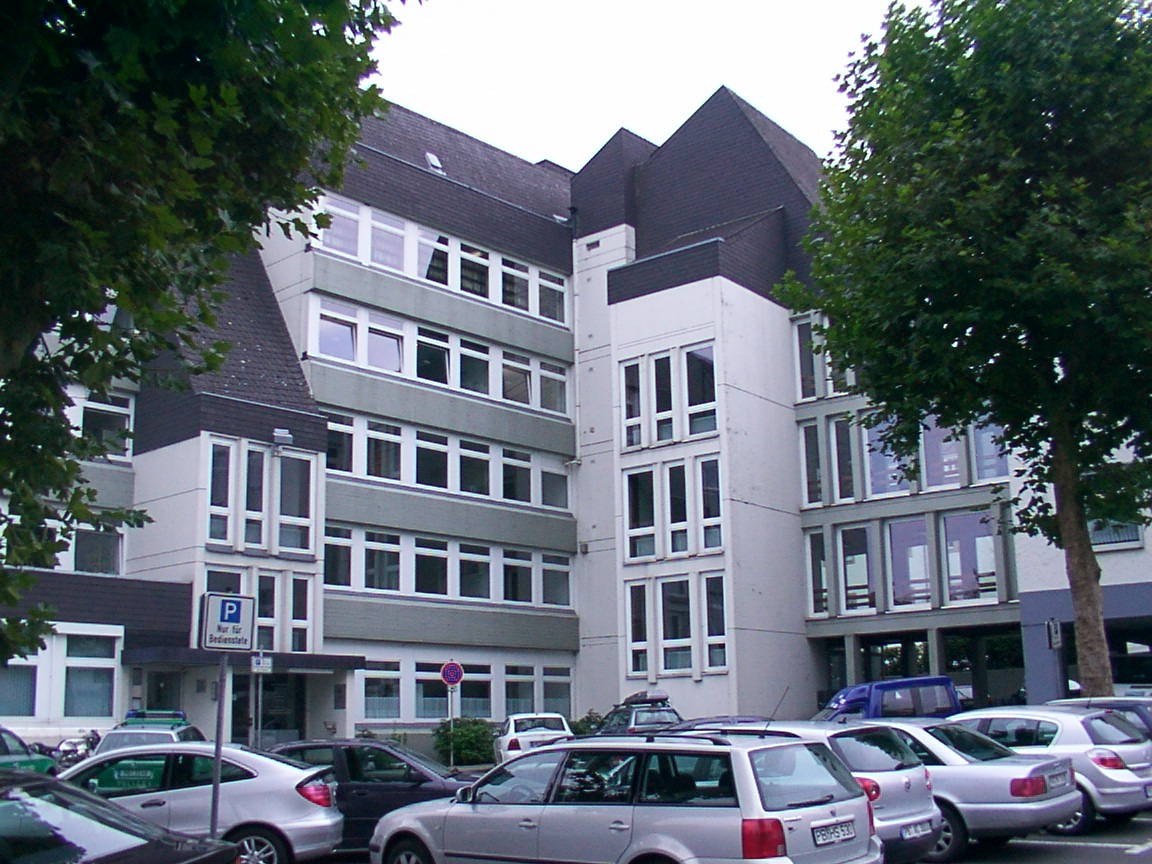
Nebenstelle des Kreises Paderborn in Büren

Neben dem Bürener Rathaus in der ehemaligen Kreisverwaltungsbehörde befindet sich eine Nebenstelle des Kreises Paderborn, in der unter anderem das Kreiskulturamt des Kreises Paderborn, die Bundesagentur für Arbeit, die Touristik-Zentrale Paderborner Land e. V. und eine Polizeiwache untergebracht sind. Außerdem befinden sich in Büren das Kreisarchiv und das Archiv der Stadt Büren.
Nahe der Stadt Büren wird Deutschlands größte Abschiebehaftanstalt, die UfA Büren, in einer ehemaligen NATO-Kaserne betrieben.
Die Stadt Büren ist Trägerin des Städtischen Hallenbades und der beiden Freibäder in Büren und Harth/Weiberg.

### Bildung – Schulstadt Büren

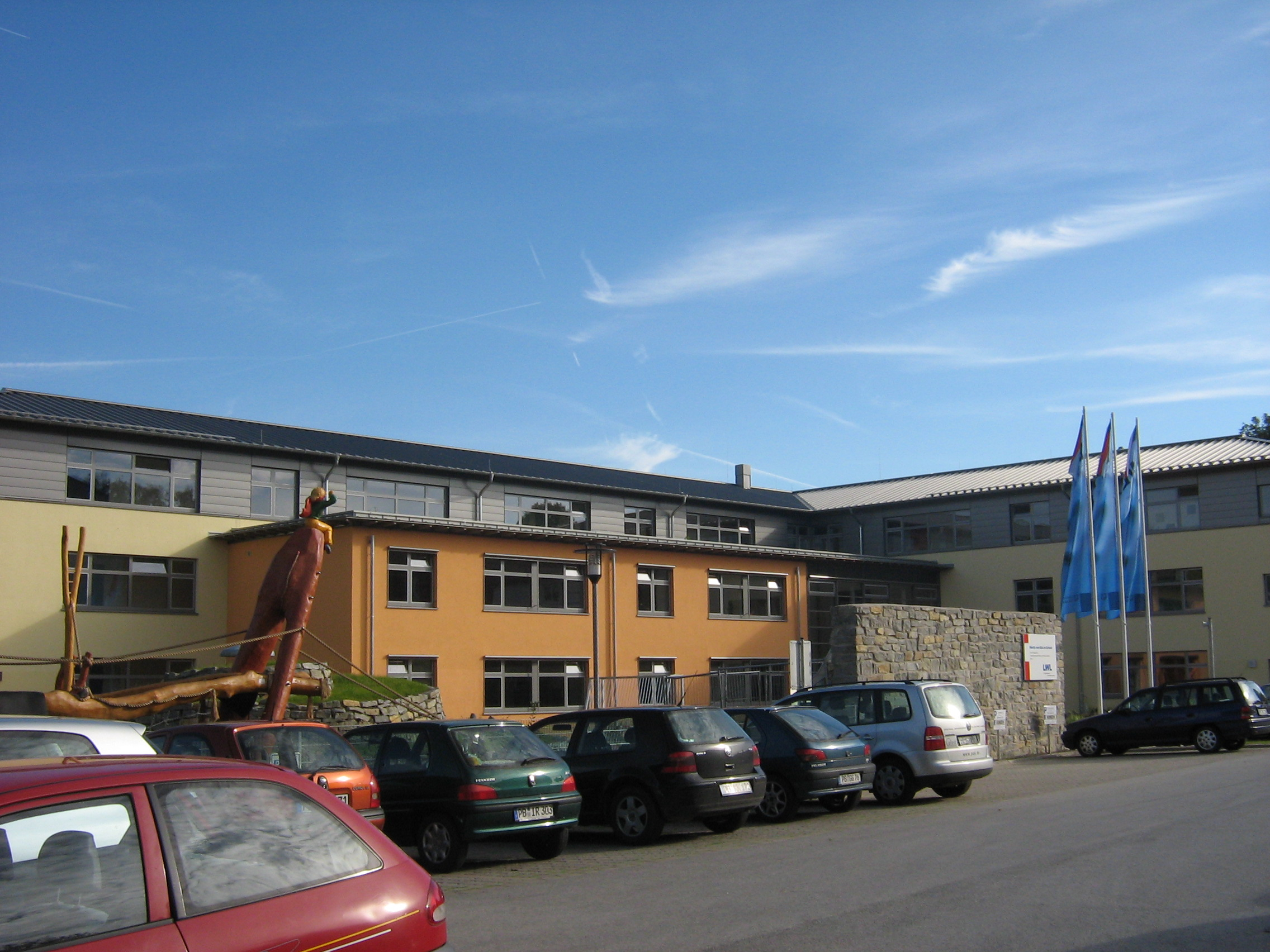
Moritz-von-Büren-Schule, Westfälische Förderschule mit dem Förderschwerpunkt Hören und Kommunikation

Folgende Schulen befinden sich in der Bürener Innenstadt: Als Förderschule die Moritz-von-Büren-Schule (Förderschwerpunkt Hören und Kommunikation), als Grundschulen die Josefschule mit dem Hauptstandort am Schulverbund Wegwarte und die Lindenhofschule, als Hauptschulen die Mühlenkampschule und die Hauptschule Niederntudorf/Wewelsburg, als Realschule die Heinz-Nixdorf-Realschule Büren. Als Gymnasien das Mauritius-Gymnasium und das Liebfrauengymnasium sowie als Berufskollegs das Ludwig-Erhard-Berufskolleg und das Richard-von-Weizsäcker-Berufskolleg. Im Jahr 2016 gründete sich eine Gesamtschule im Schulzentrum.
In den Bürener Stadtteilen gibt es katholische Grundschulen in Steinhausen und Siddinghausen, Harth (Teilstandort Schulverbund Wegwarte), sowie Wewelsburg (als Hauptstandort) und Brenken (als Teilstandort) im Schulverbund Almetal Ahden/Brenken/Wewelsburg.
Im Jahr 2021 wurden an den Schulen der Stadt mit 285 Lehrkräften insgesamt 3340 Schüler unterrichtet, davon 25,4 % an den Grundschulen, 25,9 % an der Gesamtschule und 42 % an den Gymnasien.
Waldschule
Die Stadt Büren unterhält eine Waldschule. Hierzu wurde eine stadtnahe ehemalige Jagdhütte in eine Waldschule umfunktioniert. Ziel ist es, den Kindern und Jugendlichen der allgemeinbildenden Schulen die natürlichen Zusammenhänge im Wald näher zu bringen. Hierzu wird geeignetes Lehrmaterial, welches auf die regionalen Besonderheiten Rücksicht nimmt, verwendet. Die Einrichtung wird von ca. 800 Schülerinnen und Schülern im Jahr genutzt. Zwölf Schulen im Stadtgebiet nehmen dieses besondere Schulangebot derzeit wahr.
Volkshochschule
Die Stadt Büren ist Mitglied im Volkshochschul-Zweckverband Bad Wünnenberg, Büren, Delbrück, Hövelhof und Salzkotten.

### Kinderbetreuung
Im Stadtgebiet Büren gibt es 15 Einrichtungen zur Kinderbetreuung. Hierbei stechen die Kindergärten Christopherus im Stadtteil Steinhausen und Emmaus in Büren als Familienzentren besonders heraus. Die Einrichtungen in Brenken, Harth, Steinhausen, Wewelsburg sowie vier Kindergärten in Büren haben einen kirchlichen Träger. Bei den Einrichtungen in Ahden, Hegensdorf, Siddinghausen, Steinhausen, Weiberg, Weine, sowie eine in Büren liegt die Trägerschaft bei der Stadt Büren.

### Offene Jugendeinrichtungen
Neben Büren haben auch die Stadtteile Steinhausen und Wewelsburg einen eigenen Jugendtreff, die sich alle in der Trägerschaft der kommunalen Jugendpflege Büren befinden. In den restlichen Stadtteilen findet die Jugendarbeit meist über Vereine oder Kirchengemeinden statt. Der Jugendtreff in Büren wurde im Jahre 2011 neu aufgestellt, in dem zwei Einrichtungen zusammengefasst wurden. Der jetzige „Treffpunkt 34“ hat eine Nutzungsfläche von ca. 300 m².

### Bücherbus
Die Fahrbücherei des Kreises Paderborn wurde im Jahre 1971 vom Kreis Büren ins Leben gerufen und steuert seitdem als fahrende Bücherei kleine Stadtteile der Städte und Gemeinden im Kreis Paderborn an. Insgesamt werden im Drei-Wochen-Rhythmus 46 Orte mit 77 Haltestellen angesteuert. Ausgeliehen werden können Zeitschriften, Sachvideos, CD, MC, CD-ROM und Disketten mit einem vielfältigen Angebot an EDV-Software.
Kinder und Jugendliche, die schon früh an die Bücherei herangeführt werden sollen, stellen ca. 60 % der Besucher des Bücherbusses, jedoch sind aufgrund der Mehrfachbenutzung von Bücherbus-Karten, deren Anlage Voraussetzung der Nutzung sind, in Familien diese Daten nicht genau ermittelbar.

### Ansässige Unternehmen
- BHK Kottmann, Hersteller von Laminatfußböden und Deckenverkleidungen
- Bürener Maschinenfabrik GmbH, Hersteller von Förder- und Filteranlagen sowie Spritzgussteilen
- CP autosport GmbH, Entwickler und Produzent von Rennsportkomponenten
- EMG - Engineering & Maschinenbau GmbH, Hersteller von Vorrichtungen, Maschinen und Anlagen für verschiedene Industriebereiche, NC-Fügetechnik - Servopressen mit Kraft-Weg-Überwachung, Sonderanlagenbau für die Batterieindustrie (Trockenfüllstände für Industriebatterien).
- Heggemann AG, Entwickler und Produzent von Metallkomponenten für die Automobil-, Luft- und Raumfahrtindustrie
- Guntram Heinelt GmbH & Co. KG, Herstellung von Bürobedarf und Verpackungen
- Pauli GmbH, Hersteller von Betonfertigteilen für den Wohnungs-, Landwirtschafts- und Industriebau.
- Spedition Friedrich Biermann
- Unity AG, technologieorientierte Unternehmensberatung für Strategien, Prozesse, Technologien und Systeme
- Duex HandelsGmbH, Heißluftöfen, Heißluftdämpfer und Snackgeräte
- Heinrichs GmbH, Markt für Tapeten, Gardinen, Farben, Bodenbeläge, Malerbetrieb
- BVH Busverkehr Hornschuh, Busunternehmen für Linien-, Schüler- und Gelegenheitsverkehre (bis 2017)

### Gesundheitswesen
In Büren und Umgebung gibt es neun Ärzte für Allgemeinmedizin, wovon zwei in einer Gemeinschaftspraxis kooperieren.
Weiter gibt es jeweils einen Arzt für Augenheilkunde, innere Krankheiten, Kinderheilkunde, Hautkrankheiten und für Orthopädie. Eine Ärztin für Frauenheilkunde und Geburtshilfe hat sich ebenfalls niedergelassen. Darüber hinaus gibt es zehn Zahnärzte, wovon sechs in drei Gemeinschaftspraxen zusammenarbeiten.
Neben den Arztpraxen gab es bis Oktober 2010 in Büren noch das St.-Nikolaus-Hospital, welches Krankheiten rund um Herz und Kreislauf, Lunge, Magen-Darm-Trakt, Nieren, Stoffwechsel, Blut und blutbildende Organe, hormonbildende Systeme und den rheumatischen Formenkreis behandeln konnte.
Das Bürener Krankenhaus gehörte zuletzt zur Marseille-Kliniken AG mit Sitz in Hamburg.
Das Krankenhaus beschäftigte 70 Mitarbeiter und hatte eine Kapazität von 60 Betten. Jedes Jahr wurden ca. 4450 Patienten stationär behandelt. Am 14. Oktober 2010 wurden die letzten Patienten entlassen und das Krankenhaus geschlossen.
Seit dem 1. Februar 2011 gibt es in Büren eine Notfalldienstpraxis, die am Wochenende und an Feiertagen geöffnet hat.

### Hilfsorganisationen
In Büren gibt es seit 1936 einen Ortsverein der Deutschen Lebens-Rettungs-Gesellschaft. Der Ortsverband Büren des Technischen Hilfswerks wurde im Jahr 1964 gegründet und hat seine Unterkunft in Harth-Ringelstein. Des Weiteren haben das DRK sowie der Malteser Hilfsdienst eine Unterkunft in Büren. Die Freiwillige Feuerwehr ist in allen Stadtteilen vertreten. Die Kreisfeuerwehrzentrale des Kreises Paderborn befindet sich am Flughafen Paderborn/Lippstadt im Stadtgebiet von Büren.

## Bürgerstiftung Büren

Logo Bürgerstiftung Büren

Die Bürgerstiftung Büren, im Herbst 2000 gegründet, will das ehrenamtliche Engagement der Bürener Bürger fördern und bündeln.

### Durchgeführte Projekte
- Büren blüht auf

Um das Erscheinungsbild der Stadt zu verbessern, hat die Bürgerstiftung mehr als 30.000 Narzissenzwiebeln gepflanzt. Demnächst sollen weitere Maßnahmen folgen, die aber noch nicht bekannt sind.
- Heinrich-Steinbrecher-Fonds

Der Fonds hat ein Vermögen von 50.000 Euro und wird von der Bürgerstiftung geführt. Ziel des Stifters und des Fonds ist es, Projekte zur Verschönerung des Stadtbildes gezielt zu fördern. Damit einhergehend ist ein Wettbewerb, bei dem der schönste Garten der Stadt ermittelt werden soll. Auch die Aktion Bürens Beste wird vom Heinrich-Steinbrecher-Fonds gefördert. Hierbei werden Jugendliche, die sich durch großes Engagement bewähren, ausgezeichnet.
- Kulturinitiative Niedermühle

Ebenfalls durch ehrenamtliches Engagement wurde die Niedermühle in Büren zu einem Kulturhaus umgestaltet. Nun finden hier Kabarett- und Theatervorstellungen statt. Auch Musikgruppen treten des Öfteren auf. In den Sommerferien gibt es ein Kinoprogramm für Kinder und Jugendliche.
- Umgestaltung der Almeauen

Unter dem Motto Büren kann man spüren wurde im Jahr 2007 damit begonnen, die Almeauen umzugestalten. Es wurde eine Mountainbikestrecke gebaut, eine Tibetbrücke errichtet, ein Barfußpfad angelegt, sowie ein Volleyball- und Basketballfeld angelegt. Dieses Projekt gewann einen Bundeswettbewerb und wurde mit 15.000 Euro als Leuchtturmprojekt ausgezeichnet.

### Förderung
Die Bürgerstiftung fördert gemeinnützige Projekte aus den Bereichen Bildung, Erziehung, Völkerverständigung, Kunst, Kultur, Wissenschaft, Forschung, Jugendhilfe, Altenhilfe, Umwelt- und Naturschutz sowie Heimatpflege ausschließlich mit den Zinserträgen ihres Grundkapitals, das jedes Stiftungsmitglied beim Eintritt oder durch weitere Spenden einbringt. Voraussetzungen für eine Förderung sind ein hoher Anteil an ehrenamtlichem Einsatz und bürgerlicher Selbstverwaltung, das Miteinander von Generationen sowie der Bezug zur Stadt Büren.

## Persönlichkeiten

### Bekannte Einwohner
- Heinrich Pohlmeier (1922–2014), Politiker (CDU), Lehrer (Studiendirektor), Mitglied des Landtags und ab 1980 des Bundestages, lebte und wirkte in Büren

### Ehrenbürger
Adolf von Oeynhausen (1877–1953) wurde 1933 zum Ehrenbürger ernannt. Er wurde auf dem Gut Holthausen im Stadtgebiet von Büren geboren und war als Regierungspräsident des preußischen Regierungsbezirks Minden (1933 bis 1945) sowie als Mitglied zunächst der paramilitärischen Organisation Stahlhelm und später der NSDAP sowie als SS-Führer in der Region tätig.

### Söhne und Töchter der Stadt
- der heilige Meinolf (um 795–857), Gründer des Klosters Böddeken
- Adelheid II. von Büren († 1220), Äbtissin
- Moritz von Büren (1604–1661), Reichskammergerichtspräsident und Jesuit, Stifter des Jesuitenkollegs
- Friedrich Carl von und zu Brenken (1790–1867), Adeliger und Rittergutsbesitzer
- Ernst von Hartmann (1817–1883), preußischer General der Infanterie
- Reinhard Franz von und zu Brenken (1818–1870), Gutsbesitzer, Landrat sowie Mitglied des Reichstags des Norddeutschen Bundes, des Zollparlaments und des Preußischen Herrenhauses
- Hermann von und zu Brenken (1820–1894), Politiker, Reichstagsabgeordneter
- Augustinus Gockel (1830–1912), römisch-katholischer Geistlicher, Weihbischof in Paderborn
- Rosa Bodenheimer (1876–1938), Frauenrechtlerin
- Adolf von Oeynhausen (1877–1953), geboren im heutigen Stadtteil Holthausen, Regierungsbeamter
- Hermann Finkeldey (1894–1970), Mitglied des Landtags NRW 1946–1947
- Heinrich Rempe (1902–1990), Präsident des Oberlandesgerichtes Hamm
- Josef Ferdinand Menke (1913–1995), Ingenieur und Physiker
- Jo Glahé (1925–2018), Maler, Graphiker und Unternehmer
- Eberhard Bender (* 1927), Beamter, Bundesamt-Direktor
- Berna Kirchner (1927–2018), Germanistin, Pädagogin, Unternehmerin und Kunstsammlerin
- Hildegard Sennlaub (* 1934), Pädagogin und Schriftstellerin
- Bert Brune (* 1943), Schriftsteller
- Ernfried Obermeier (1943–2018), Ingenieurwissenschaftler und Hochschullehrer
- Dieter Sudhoff (1955–2007), Literaturwissenschaftler
- Michael Menzel (* 1956), Mittelalterhistoriker, wurde im Ortsteil Ahden geboren
- Michael Henke (* 1957), Fußballspieler und -trainer
- Hartmut Vollmer (1957–2025), Literaturwissenschaftler
- Ansgar Moenikes (* 1959), Theologe
- Ludger Ägidius Schulte (* 1963), katholischer Theologe
- Daniel Farke (* 1976), Fußballtrainer (u. a. Borussia Mönchengladbach, Leeds United)